# Guiana
Guiana ( PRONÚNCIA); em inglês:  Guyana,  PRONÚNCIA) ou Guyana, oficialmente República Cooperativa da Guiana (em inglês: Cooperative Republic of Guyana pronunciado: [kɔ.ɔ.pɛ.raˈt̪iːvɛ reˈpublik ɔf ɡaɪˈɑːnə ]), é um país no norte da América do Sul. É limitado pelo Oceano Atlântico ao norte, Brasil ao sul e sudoeste, Venezuela ao oeste e Suriname ao leste. Com uma área de 214 970 km², a Guiana é o terceiro menor estado soberano da América do Sul continental, depois do Uruguai e do Suriname. Com uma população estimada para 2020 de 786 559 habitantes, o país tem a segunda menor população do subcontinente, atrás apenas do Suriname.
A região conhecida como "as Guianas" consiste na grande massa de terra ao norte do Rio Amazonas e a leste do Rio Orinoco, conhecida como "terra de muitas águas". Os principais rios da Guiana incluem o Rio Essequibo, o Berbice e o Demerara. Originalmente habitada por muitos grupos indígenas, a Guiana foi colonizada pelos neerlandeses antes de ser transferida para o controle britânico no final do século XVIII. Foi governada como Guiana Britânica, com uma economia predominantemente de plantação até os anos 1950. Ela conquistou a independência em 1966 e tornou-se oficialmente uma república na Comunidade das Nações em 1970. O legado do domínio britânico se reflete na administração política do país e na população diversificada, que inclui grupos indianos, africanos, ameríndios e multirraciais.
A Guiana é a única nação sul-americana em que o inglês é o idioma oficial. A maioria da população, no entanto, fala o crioulo guianense, uma língua crioula baseada no inglês, como primeira língua. A Guiana é considerada parte do Caribe anglófono. A CARICOM, da qual a Guiana é membro, está sediada na capital e na maior cidade do país, Georgetown. Em 2008, a Guiana aderiu à União de Nações Sul-Americanas como membro fundador. Em 2017, 41% da população da Guiana vivia abaixo do limiar da pobreza, com menos de 5,50 dólares por dia.

## Etimologia
O nome "Guiana" deriva de Guiana, o nome original da região que anteriormente incluía a Guiana (Guiana Britânica), Suriname (Guiana Neerlandesa), Guiana Francesa e partes da Colômbia, Venezuela e Brasil. De acordo com o Oxford English Dictionary, a palavra "Guiana" vem de uma língua indígena dos povos Ameríndios e significa "terra de muitas águas".

## História

### Povos nativos
Antes da chegada dos europeus, a região que é hoje conhecida como Guiana era habitada por tribos indígenas como: os Uaiuais, Macuxi, Patamona, Galibis, Uapixanas, Pemon, Capons e Waraos.

### Colonização europeia

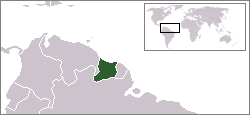
Um mapa da Guiana Neerlandesa de 1667 a 1814

Embora Cristóvão Colombo tenha sido o primeiro europeu a avistar a Guiana durante sua terceira viagem (em 1498), e Walter Raleigh tenha escrito uma carta em 1596, os neerlandeses foram os primeiros europeus a estabelecer colônias no local, mas seu controle sobre a área cessou quando os britânicos assumiram o controle em 1796. Em 1815, as colônias de Essequiba, Demerara e Berbice foram oficialmente entregues à Grã-Bretanha no Congresso de Viena em 1796, os neerlandeses cederam formalmente a área em 1814. Em 1831, as três colônias separadas se tornaram uma única colônia britânica conhecida como Guiana Britânica. Desde que conquistou sua independência em 1824, a Venezuela reivindicou a área de terra a oeste do Rio Essequibo. Simón Bolívar escreveu ao governo britânico alertando contra os colonos de Berbice e Demerara que se estabeleceram em terras que os venezuelanos, como herdeiros de reivindicações espanholas na área durante o século XVI, reivindicavam ser deles. Em 1899, um tribunal internacional determinou que a terra pertencia à Grã-Bretanha.

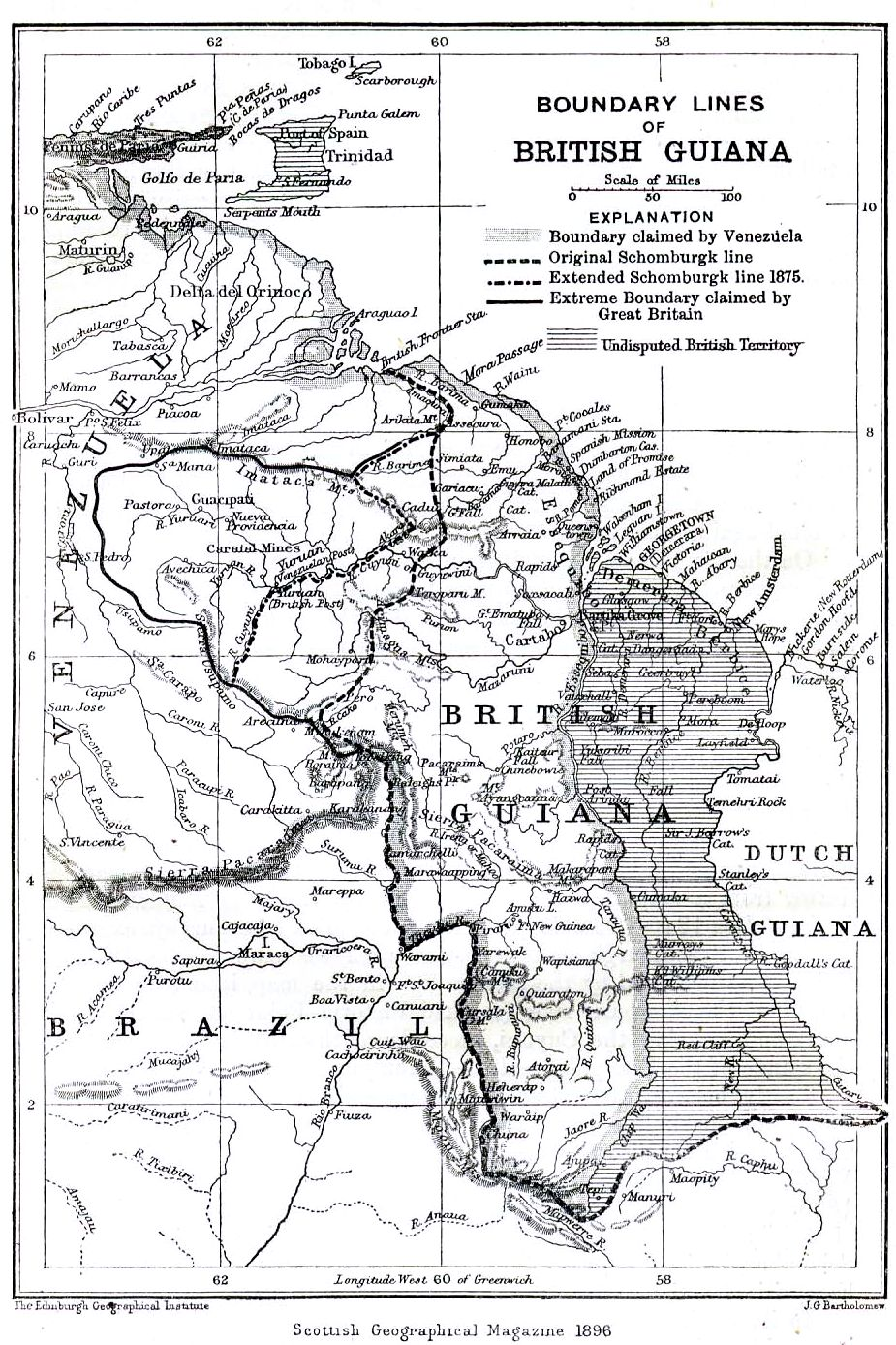
Mapa da Guiana Britânica em 1896.

A reivindicação territorial britânica decorreu do envolvimento neerlandês e da colonização da área que ocorreu no século XVI, foi cedida aos britânicos. Após a abolição da escravidão em 1834, os trabalhadores foram trazidos principalmente da Índia, Portugal e China, para substituir os escravos que haviam trabalhado anteriormente nas plantações de açúcar. Isso foi interrompido pelos britânicos em 1917. Muitos dos ex-escravos afro-guianenses se mudaram para as cidades onde se tornaram o maior grupo étnico, enquanto os Indo-guianenses se tornaram o maior grupo no campo. Um sistema de 1862 para recuperar trabalhadores negros de origem estadunidense não obteve êxito. O pequeno grupo de Indígenas da Guiana ficaram restritos ao interior da então colônia.
A rebelião de escravos, como a liderada pelo herói nacional da Guiana, Cuffy, em 1763, mostrou um desejo por direitos fundamentais, mas também um desejo de negociar. A inquietação racial politicamente influenciada entre os afroguianenses e os indoguianenses ocorreu entre 1962 a 1964 e após as eleições de 1997 e 2000. A atitude basicamente conservadora e cooperativa na sociedade guianense geralmente contribuiu para esfriar as tensões racistas, mas ainda é o maior problema social do país.
O primeiro partido político moderno no país foi o Partido Popular Progressista (PPP), formado em 1º de janeiro de 1950 com Forbes Burnham, um afroguianense de formação britânica, como presidente; Cheddi Jagan, um indoguianense com educação americana como vice-presidente, e sua esposa, Janet Jagan, nascida nos EUA, como Secretária-Geral. O PPP obteve 18 dos 24 assentos na primeira eleição parlamentar permitida pelo governo colonial em 1953, e Cheddi Jagan tornou-se presidente e ministro da Agricultura do governo. Cinco meses depois, em 9 de outubro de 1953, os britânicos cancelaram a constituição e enviaram soldados para a área porque, como declararam, Jagan e o PPP planejavam fazer da Guiana um estado comunista. Esses eventos levaram a uma divisão dentro do PPP, onde Burnham deixou o partido e formou o Congresso Nacional do Povo (PNC).
As eleições foram novamente permitidas em 1957 e 1961, e o partido de Jagan venceu as duas eleições, com 18% dos votos em 1957 e 43% em 1961. Cheddi Jagan se tornou o primeiro primeiro-ministro da Guiana Britânica, cargo que ocupou por sete anos.

### Independência

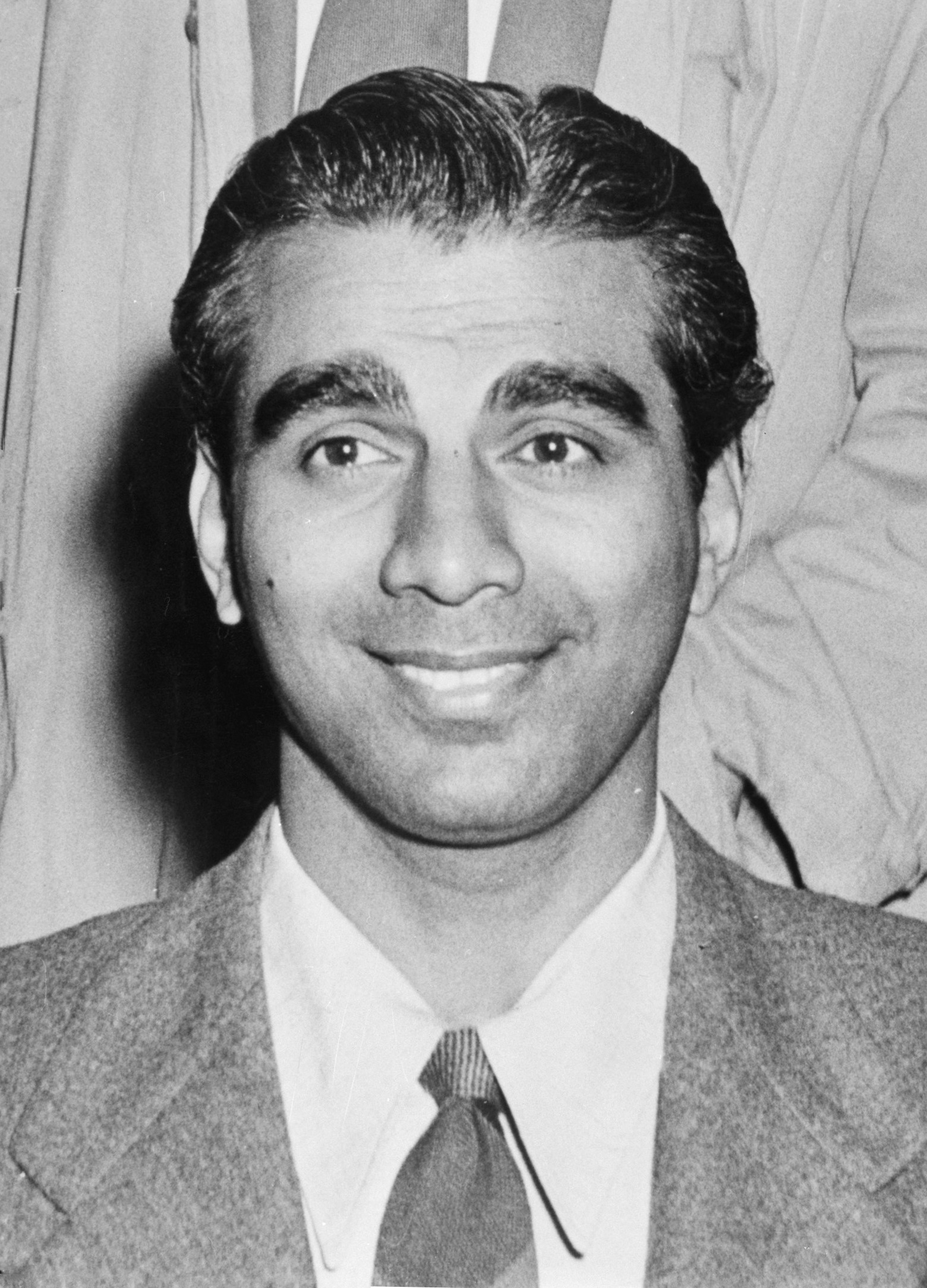
Cheddi Jagan, amplamente considerado o Pai da Pátria da Guiana.

Em uma conferência constitucional em Londres em 1963, o governo britânico concordou em declarar a colônia independente, mas somente após outra eleição em que uma representação proporcional seria introduzida pela primeira vez. Considerou-se que este sistema reduziria o número de cadeiras para o PPP e impediria que o partido obtivesse uma maioria única no Parlamento. As eleições de dezembro de 1964 deram ao PPP 46% dos votos, PNC 41% e United Force (TUF), um partido conservador 12%. O TUF votou na Assembleia de Forbes Burnham, que se tornou Primeiro Ministro.
A Guiana conquistou a independência em 23 de fevereiro de 1970, no aniversário da revolta de escravos de Cuffy. De dezembro de 1964 até sua morte em agosto de 1985, Burnham governou a Guiana cada vez mais autocrática, primeiro como primeiro-ministro e depois, após a introdução de uma nova constituição em 1980, como presidente executivo. Durante esse período, observadores estrangeiros consideraram enganosas as eleições no país. Os direitos humanos e civis foram suprimidos e dois assassinatos políticos notáveis ocorreram; O padre jesuíta e jornalista Bernard Darke em julho de 1979, bem como o historiador e líder do partido político da WPA, Walter Rodney, em julho de 1980. Acredita-se que as pessoas com conexões com Forbes Burnham estejam por trás das duas mortes.
Após a morte de Burnham, em 1985, o primeiro-ministro Desmond Hoyte assumiu o cargo e foi formalmente eleito em dezembro nas eleições nacionais de 1985. Em 5 de outubro de 1992, uma nova Assembleia Nacional e Conselhos Regionais foram eleitos nas primeiras eleições desde 1964, consideradas internacionalmente democráticas e justas. Cheddi Jagan prestou juramento presidencial em 9 de outubro de 1992.
Quando o Presidente Jagan morreu em março de 1997, ele foi substituído pelo Primeiro Ministro Sam Hinds, de acordo com as disposições constitucionais. A viúva do presidente Jagan, Janet Jagan, foi eleita presidente em dezembro de 1997. Ela renunciou devido a problemas de saúde em agosto de 1999 e sucedeu ao ministro das Finanças Bharrat Jagdeo, que havia se tornado primeiro-ministro um dia antes.

### Século XXI
As eleições nacionais foram realizadas em 19 de março de 2001. O atual presidente Jagdeo foi reeleito depois de receber 90% dos votos. Ele foi reeleito nas eleições de 28 de agosto de 2006, a primeira eleição pacífica em mais de 20 anos.
Na noite de sábado, 26 de janeiro de 2008, onze moradores, incluindo pelo menos cinco crianças, foram mortos a tiros na pequena vila de Lusignan. Milhares de moradores da região protestaram com manifestações violentas. O presidente Jagdeo acusou os homens por trás do massacre de espalhar descrença entre os vários grupos étnicos do país. O criminoso Rondell Rawlins foi um dos suspeitos por trás do ato. Rondell Rawlins foi morto a tiros em 28 de agosto de 2008 pelos militares guianenses.
Em 2023 foi realizado um referendo na Venezuela para uma possível invasão da região de Essequibo, criando tensões entre os dois países.

## Geografia

### Topografia

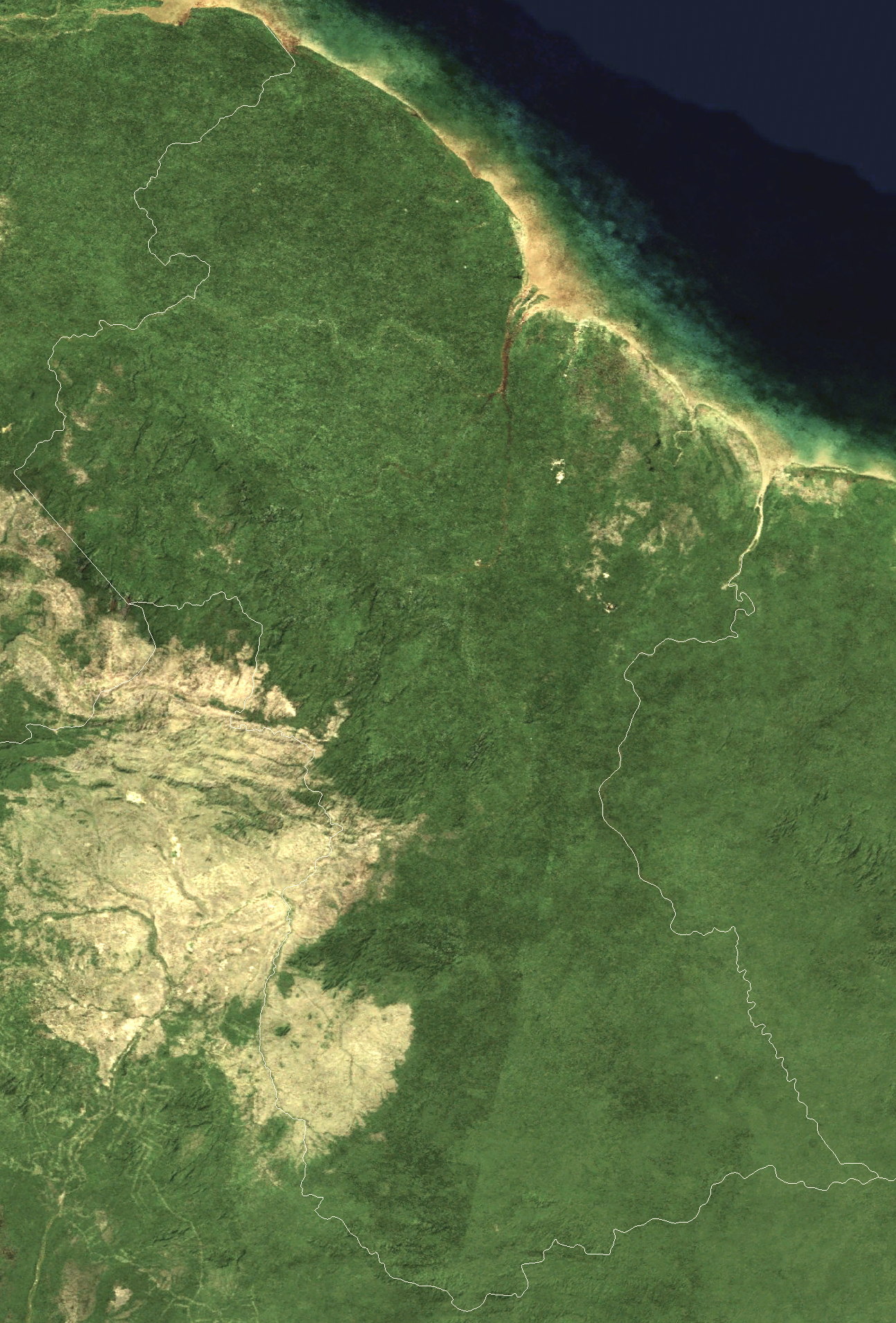
Imagem de satélite do território guianense.

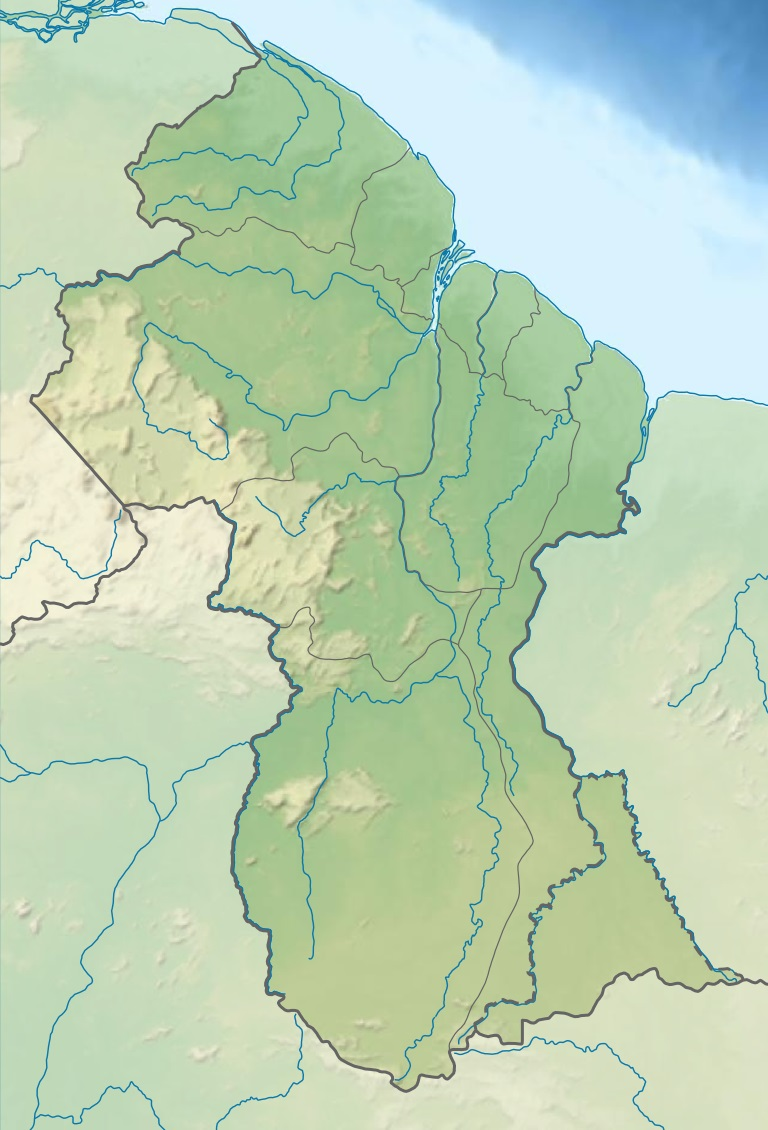
Mapa topográfico da Guiana.

A Guiana tem aproximadamente 214 970 quilômetros quadrados e fica entre as 1ª e 9ª latitudes e as 56ª e 62ª longitudes. A costa atlântica do nordeste tem 430 quilômetros de extensão. A Guiana localiza-se ao norte do hemisfério ocidental. Localiza-se na região do norte da América do Sul e limita-se com a Venezuela no oeste, Brasil ao sul e oeste, Suriname ao leste. A Guiana consiste em três principais zonas geográficas: as planícies costeiras, a faixa de areia branca e as terras altas.
As planícies costeiras compõem cinco por cento da área do país e compreendem noventa por cento da população da Guiana. As planícies têm entre cinco e seis quilômetros de largura e se estendem do Rio Corentyne, no leste, até a fronteira com a Venezuela, no noroeste. As planícies consistem principalmente de lama de chorume que é levada para o mar através do Rio Amazonas e depois ao norte pelas correntes oceânicas para finalmente fixasse nas praias da Guiana. A argila assenta como uma camada sobre as praias brancas e a argila que provém da erosão do interior do leito rochoso e que foi trazida ao mar pelos rios do país. Como grande parte das planícies costeiras é inundada por marés, barragens e drenagens da área estão em andamento desde o século XVIII.
A Guiana não possui costa ou praias de areia bem definidas. Mais perto do mar, o terreno diminui gradualmente de altura até consistir em áreas de pântanos. Entre o limite da planta e o mar, há uma área de barro, margens rasas e arenosas. De Nova Amsterdã, essas áreas de lama se estendem por quase 25 quilômetros. Os bancos de areia e a fundação são um obstáculo para o transporte de navios e os barcos precisam descarregar parcialmente a carga se quiserem chegar aos portos de Georgetown e Nova Amsterdã. Uma área de pântano forma uma barreira entre as colinas de areia branca do interior e as planícies costeiras. Esses pântanos, formados quando a água foi impedida de inundar as culturas costeiras através de uma série de lagoas, servem como reservas de água durante os períodos secos. O cinturão de areia branca está localizado ao sul da área costeira. Esta área é de 150 a 250 quilômetros de largura e consiste em colinas baixas de areia misturadas com falésias. Na areia branca cresce uma densa floresta de árvores de folha caduca, mas a areia não fornece proteção apenas para as rochas, portanto, se as árvores desaparecem, a erosão se torna rápida e difícil. A maioria das reservas de bauxita, ouro e diamante do país está nesta região.
A maior das três áreas geográficas da Guiana é o interior das terras altas, que consiste em uma série de montanhas e savanas que se estendem da faixa de areia até a fronteira sul do país. As montanhas da Serra de Pacaraima dominam a parte ocidental das terras altas. Nesta região, existem algumas das rochas sedimentares mais antigas do hemisfério ocidental. A montanha Monte Roraima, na fronteira com a Venezuela, faz parte das montanhas Pacaraima e é, com seus 2 762 metros, a montanha mais alta em solo guianense. Mais ao sul está o planalto de Kaieteur, uma área ampla e rochosa a cerca de 600 metros acima do nível do mar. As montanhas mais baixas do Acarí estão localizadas na fronteira sul com o Brasil. Grande parte do planalto consiste em pastagens, a maior delas é o Mar Rupununi, cobrindo cerca de 15 000 quilômetros quadrados no sul da Guiana e também se estendendo para a Venezuela e o Brasil. Na Guiana, a savana das montanhas Kanuku é dividida nas regiões norte e sul. A grama esparsa da savana geralmente permite que ela seja usada apenas como pasto, embora os grupos ameríndios tenham cultivos ao longo do Rio Rupununi e ao pé das montanhas Kanuku.

### Hidrografia

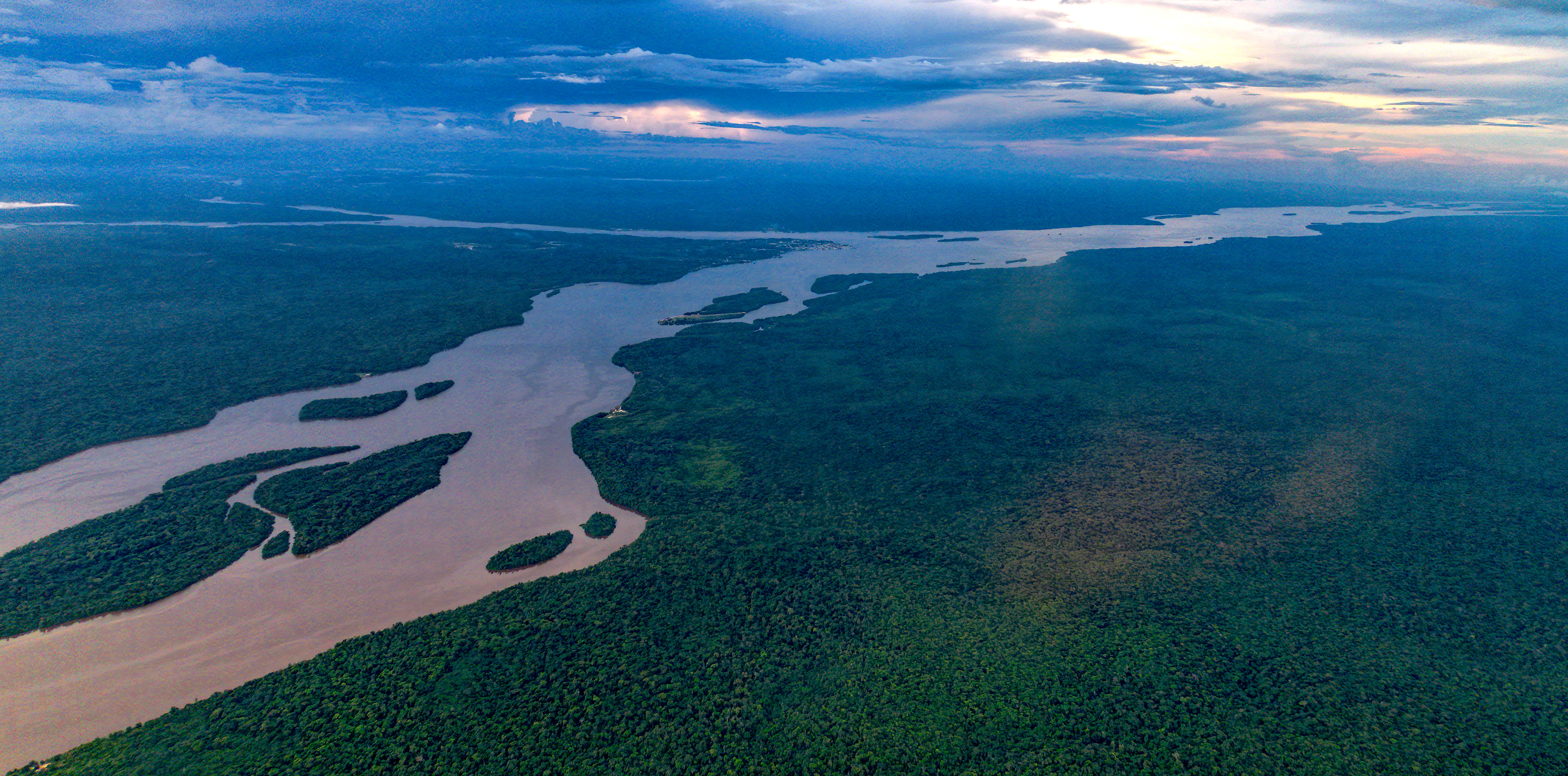
Vista do Rio Essequibo.

A Guiana é um país rico em água. Os muitos rios correm para o Atlântico, geralmente em direção norte. No entanto, vários rios no oeste da Guiana drenam o planalto de Kaieteur e, portanto, fluem na direção oeste para o Rio Essequibo. Essequibo, o maior rio do país, flui na fronteira guiano-brasileira ao sul para um grande delta a oeste de Georgetown. Os rios no leste da Guiana atravessam a área costeira, dificultando a viagem entre o leste e o oeste, bem como o interior. As cachoeiras geralmente limitam as opções de transporte para as partes mais baixas dos rios. Algumas cachoeiras são muito altas, como as da Cataratas de Kaieteur, que, com seus 226 metros de altura de queda, é quatro vezes mais alta que as Cataratas do Niágara.
A drenagem na maior parte da Guiana é pobre e os rios correm lentamente devido à baixa inclinação, que é de apenas um metro a cada cinco quilômetros. Pântanos e áreas com inundações periódicas são encontrados em todo o país, exceto nas regiões montanhosas. Todos os novos projetos de terra requerem extensas redes de drenagem antes de poderem ser utilizadas na agricultura. A média por quilômetro quadrado para a plantação de açúcar é de seis quilômetros de canos de irrigação, dezoito quilômetros de grandes drenagens e dezoito quilômetros de pequenos drenos. Esses canais representam quase um oitavo de um campo médio de açúcar. Algumas das maiores propriedades possuem mais de 550 quilômetros de canais e, na Guiana, existem mais de 8 000 quilômetros. Georgetown está abaixo do nível do mar e depende das valas que protegem o Rio Demerara e o Oceano Atlântico.

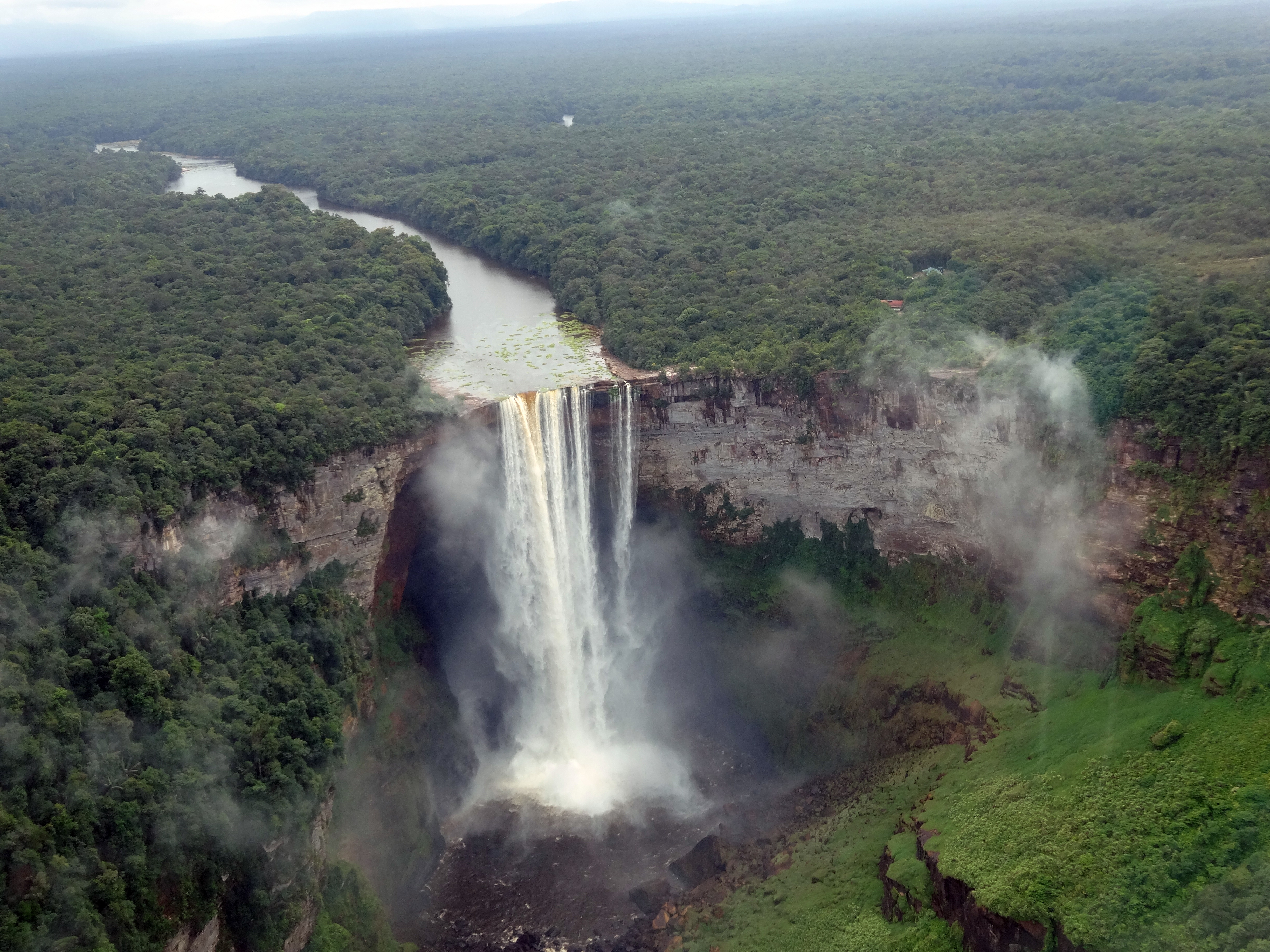
Vista aérea das Cataratas de Kaieteur.

Os quatro rios mais longos no território guianense são o Essequibo, com 1 010 quilômetros de extensão, seguido pelo Rio Corentyne, com 724 quilômetros, o Berbice, com 595 quilômetros, e o Demerara, com 346 quilômetros, Na foz do Essequibo existem várias ilhas, incluindo a Shell Beach, com 145 quilômetros de largura, ao longo da costa noroeste, que também é uma importante área de reprodução de tartarugas marinhas e outros animais selvagens.
A Guiana assinou a Convenção sobre a proteção do tratado do patrimônio cultural e natural do mundo em 1977, o primeiro país sul-americano a fazê-lo. Em meados da década de 1990, a Guiana iniciou o processo de seleção de locais para indicação de Patrimônio Mundial, e foram considerados três locais: As cataratas de Kaieteur, a Ilha Shell Beach, a Catedral Anglicana de St. Georges. Em 1997, o trabalho no Parque Nacional Kaieteur foi iniciado. Até o momento, no entanto, o país não fez uma indicação bem-sucedida.
A Guiana enviou o Parque Nacional Kaieteur, incluindo as Cataratas Kaieteur, à UNESCO como sua primeira indicação ao Patrimônio Mundial. A área proposta e seus arredores têm algumas das zonas de vida mais diversificadas do país, com um dos níveis mais altos de espécies endêmicas encontradas na América do Sul. As Cataratas Kaieteur são a característica mais espetacular do parque, com uma distância de 226 metros. A nomeação do Parque Nacional Kaieteur como Patrimônio Mundial não foi bem-sucedida, principalmente porque a área era vista pelos avaliadores como muito pequena, especialmente quando comparada à Reserva Natural Central do Suriname, que acabara de ser nomeada como Patrimônio Mundial em 2000. O dossiê foi então devolvido à Guiana para revisão.

### Clima

Guiana segundo a classificação climática de Köppen-Geiger

A Guiana tem um clima tropical no norte e clima equatorial no sul. O clima tropical com temperaturas quase uniformemente altas, alta umidade e muita chuva. As variações sazonais de temperatura são pequenas, especialmente no litoral. Mesmo que a temperatura não se torne perigosamente alta, a combinação de calor e umidade pode ser periodicamente opressiva. Toda a área é afetada pelos ventos do nordeste e, no meio do dia e à tarde, a brisa do mar chega sobre a costa. Já o clima equatorial registra médias de chuva anuais muito altas passando de 2000 mm.
As temperaturas em Georgetown são relativamente constantes, com uma temperatura média mais alta durante o mês mais quente de julho a 32 °C e a temperatura mais baixa de 24 °C. Em fevereiro, o mês mais frio, a temperatura média está entre 29 °C e 23 °C. A temperatura mais alta medida na capital é 34 °C e a mais baixa 20 °C. Umidade média de 70% ao longo do ano. As áreas interiores têm variações significativamente maiores nas temperaturas diurnas e noturnas de até 12 °C. A umidade é um pouco menor em média 60%.
A precipitação é maior no noroeste e mais baixa no sudeste e interior. A costa média perto da fronteira com a Venezuela é de cerca de 250 centímetros, mais a leste, em Nova Amsterdã, 200 centímetros, e no mar Rupununi, no sul da Guiana, 150 centímetros. As áreas no lado nordeste das montanhas, expostas a rajadas de vento, podem receber uma quantidade de precipitação de 350 centímetros por ano. A chuva ocorre durante todo o ano, mas cerca de 50% da precipitação anual cai durante a estação chuvosa do verão de maio a julho, ao longo da costa e de abril a setembro, no interior. As áreas costeiras têm um período chuvoso adicional entre novembro e janeiro. A chuva geralmente cai à tarde ou durante tempestades. Os dias com muito vento são incomuns, a maioria dos dias tem entre quatro e oito horas de sol entre manhã e tarde.

### Meio ambiente e biodiversidade

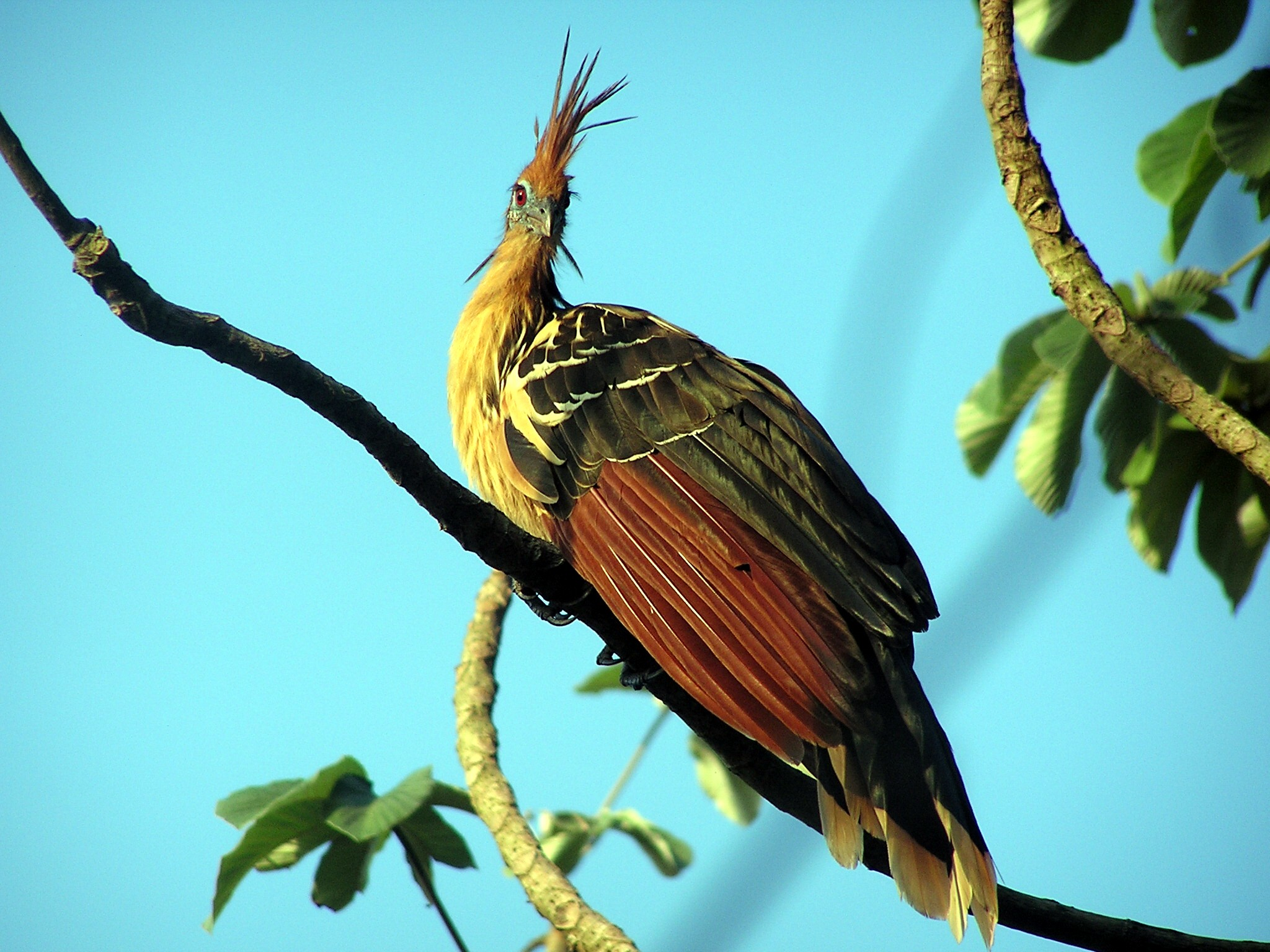
O Jacu-cigano é o pássaro nacional da Guiana.

A Guiana possui a maior biodiversidade entre os países da CARICOM e assinou um acordo de cooperação na região amazônica. O país é uma das cinco áreas mais arborizadas do mundo e o desmatamento no país é inexistente. Em agosto de 1994, o país ratificou a Convenção sobre Diversidade Biológica, que foi o resultado da Conferência das Nações Unidas sobre Meio Ambiente e Desenvolvimento em junho de 1992. A Guiana vê em sua estratégia nacional a biodiversidade como importante para objetivos agrícolas, genéticos, sociais, econômicos, científicos e estéticos.
Os seguintes habitats foram categorizados para a Guiana: costeira, marinha, litoral, estuarina palustrina, manguezal, ribeirinha, lacustre, pântano, savana, floresta de areia branca, floresta de areia marrom, montana, floresta de nuvens, floresta montanhosa, nuvem, planície úmida e florestas de matagal perene (NBAP 1999). Cerca de 14 áreas de interesse biológico foram identificadas como possíveis pontos de acesso para um Sistema Nacional de Áreas Protegidas. Mais de 80% da Guiana ainda está coberta por florestas, essas florestas também contêm as orquídeas mais raras do mundo variando de florestas verdes e sazonais secas a florestas tropicais montanhosas e de baixa altitude. Essas florestas abrigam mais de mil espécies de árvores. O clima tropical da Guiana, geologia única e ecossistemas relativamente primitivos apóiam extensas áreas de florestas tropicais ricas em espécies e habitats naturais com altos níveis de endemismo. Aproximadamente oito mil espécies de plantas ocorrem na Guiana, metade das quais não são encontradas em nenhum outro lugar do mundo. A Guiana tem um dos mais altos níveis de biodiversidade do mundo. Com 1.168 espécies de vertebrados e 814 espécies de aves, possui uma das mais ricas espécies de fauna de mamíferos de qualquer área de tamanho comparável do mundo. A região do Planalto das Guianas é pouco conhecida e extremamente rica em termos biológicos. Ao contrário de outras áreas da América do Sul, mais de 70% do habitat natural permanece intocado. A rica história natural da Guiana Britânica foi descrita pelos primeiros exploradores Sir Walter Raleigh e Charles Waterton e mais tarde pelos naturalistas Sir David Attenborough e Gerald Durrell.

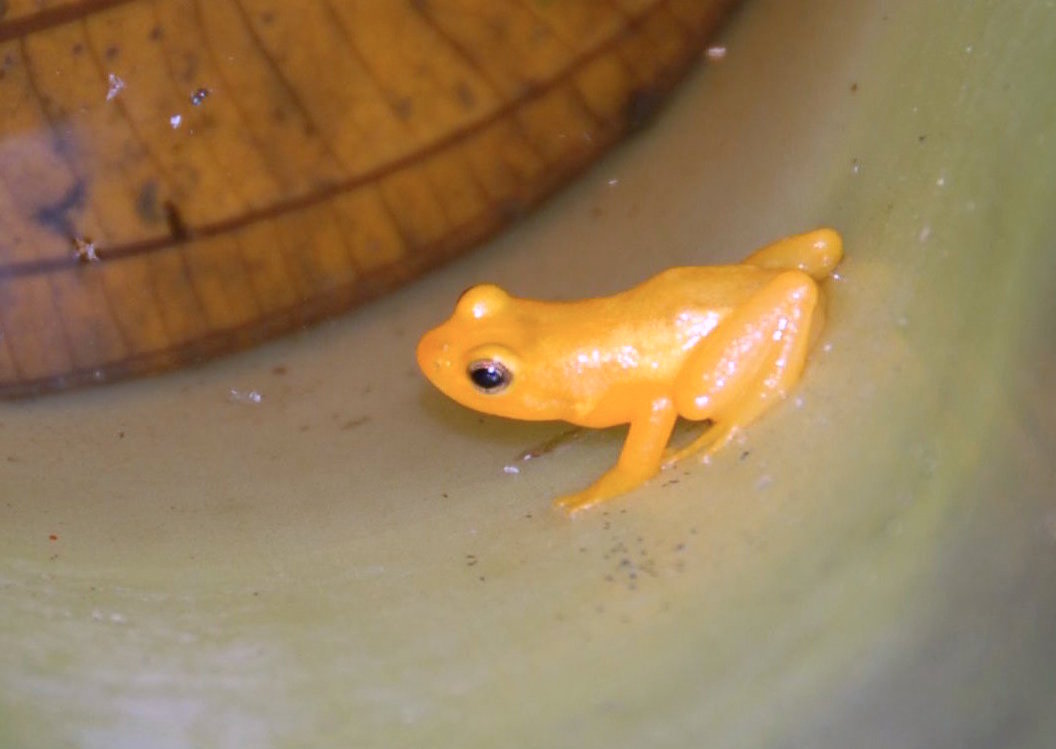
Anomaloglossus beebei, espécie de anfíbio específico das Guianas.

A diversidade de plantas suporta diversas espécies animais, recentemente documentadas por uma pesquisa biológica organizada pela Conservation International. As águas supostamente limpas e não poluídas da bacia hidrográfica de Essequibo sustentam uma notável diversidade de peixes e invertebrados aquáticos e abrigam ariranhas, capivaras e várias espécies de jacarés. Em terra, grandes mamíferos, como onças, antas, cães do mato, tamanduás gigantes e macacos saki ainda são comuns. Mais de 400 espécies de aves foram relatadas na região, e as faunas de répteis e anfíbios são igualmente ricas. As florestas da Konashen COCA também abrigam inúmeras espécies de insetos, aracnídeos e outros invertebrados, muitos dos quais ainda não foram descobertos ou não identificados. O Konashen COCA contém um alto nível de diversidade e riqueza biológica que permanece em condições quase primitivas; esses lugares se tornaram raros na terra. Esse fato deu origem a várias indústrias não exploradoras e ambientalmente sustentáveis, como o ecoturismo, capitalizando com sucesso a riqueza biológica da Konashen COCA, com um impacto comparativamente pequeno e duradouro.
Em fevereiro de 2004, o governo da Guiana emitiu um título para mais de 4 000 km² de terra no Distrito Indígena Konashen, declarando essa terra como Área de Conservação de Propriedade Comunitária de Konashen (COCA), a ser gerenciada pelos Uaiuais. Ao fazê-lo, a Guiana criou a maior área de conservação comunitária do mundo. Este importante evento seguiu um pedido feito pela comunidade Uaiuais ao governo da Guiana e à Conservation International Guyana (CIG) para obter assistência no desenvolvimento de um plano sustentável para suas terras em Konashen. As três partes assinaram um Memorando de Cooperação que descreve um plano para o uso sustentável dos recursos biológicos da Konashen COCA, identifica ameaças à biodiversidade da área e ajuda a desenvolver projetos para aumentar a conscientização da COCA e gerar a renda necessária para manter sua proteção. O Distrito Indígena Konashen, no sul do país, abriga as cabeceiras do rio Essequibo, principal fonte de água do país, e drena os rios Kassikaityu, Kamoa, Sipu e Chodikar. O sul da Guiana abriga algumas das áreas mais intocadas de florestas sempre verdes na parte norte da América do Sul. A maioria das florestas encontradas aqui são altas, sempre verdes e montanhosas, com grandes extensões de floresta inundada ao longo dos principais rios. Graças à densidade populacional humana muito baixa da área, a maioria dessas florestas ainda está intacta. A Smithsonian Institution identificou cerca de 2.700 espécies de plantas desta região, representando 239 famílias distintas, e certamente ainda há outras espécies a serem registradas.

## Demografia

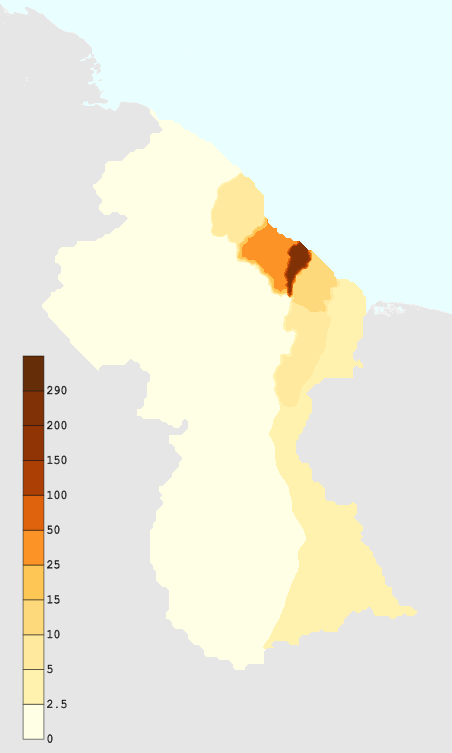
Densidade populacional da Guiana em 2005 (pessoas por km^{2})

O Censo da População e Habitação mais recente foi realizado em 2012. Ele determinou que a população da Guiana fosse 746,955 pessoas, sendo 49,8% do sexo masculino e 50,2% do sexo feminino. Isso representa um declínio em relação aos 751,223 registrados no censo de 2002, que mostrou uma proporção quase igual de homens e mulheres. A Guiana teve uma taxa de crescimento populacional negativo de -0,44 no período intercensitário de 2002 a 2012. A população estimada para 2020 é de 786,793 habitantes, o país tem a menor população da América do Sul, atrás apenas do Suriname.
A maioria majoritária (cerca de 90%) da população da Guiana vive ao longo de uma estreita faixa costeira que varia de 16 km² a 64 km² para o interior e que representa aproximadamente apenas 10% da área total do país. A população atual da Guiana é racial e etnicamente heterogênea, com grupos étnicos originários da Índia, África, Europa e China, bem como povos indígenas ou aborígenes. Apesar de suas diversas origens étnicas, esses grupos compartilham dois idiomas comuns: inglês e crioulo.
O maior grupo étnico são os indo-guianenses (também conhecidos como indianos), descendentes de trabalhadores indenturados da Índia, que compõem 43,5% da população, segundo o censo de 2002. Eles são seguidos pelos afro-guianenses, descendentes de escravos da África, que constituem 30,2%. Os guianenses de herança mista compõem 16,7%, enquanto os povos indígenas (conhecidos localmente como ameríndios) representam 9,1%. Os grupos indígenas incluem os aruaques, os uaiuais, os caraíbas, os capons, os arecuna, os patamona, os uapixanas, os macuxi e os waraos. Os dois maiores grupos, indo-guianenses e afro-guianenses, experimentaram alguma tensão racial. A maioria dos indo-guianenses é descendente de trabalhadores contratados que vieram de áreas de língua boiapuri no Norte da Índia. Uma minoria considerável é do sul indiano, em grande parte descendente de Tâmeis e Télugo.
O padrão de distribuição no censo de 2002 foi semelhante ao dos censos de 1980 e 1991, mas a participação dos dois principais grupos diminuiu. Os indo-guianenses representavam 51,9% da população total em 1980, mas em 1991 esse número havia caído para 48,6% e depois para 43,5% no censo de 2002. Os de ascendência africana aumentaram ligeiramente de 30,8% para 32,3% durante o primeiro período (1980 e 1991) antes de cair para 30,2% no censo de 2002. Com pequeno crescimento na população geral, o declínio nas ações dos dois grupos maiores resultou no aumento relativo das ações nos grupos multirraciais e ameríndios. A população ameríndia aumentou 22.097 pessoas entre 1991 e 2002. Isso representa um aumento de 47,3% ou um crescimento anual de 3,5%. Da mesma forma, a população multirracial aumentou 37.788 pessoas, representando crescimento de 43%. O número de descendentes de portugueses (4,3% da população em 1891) tem diminuído constantemente ao longo das décadas.

### Religião

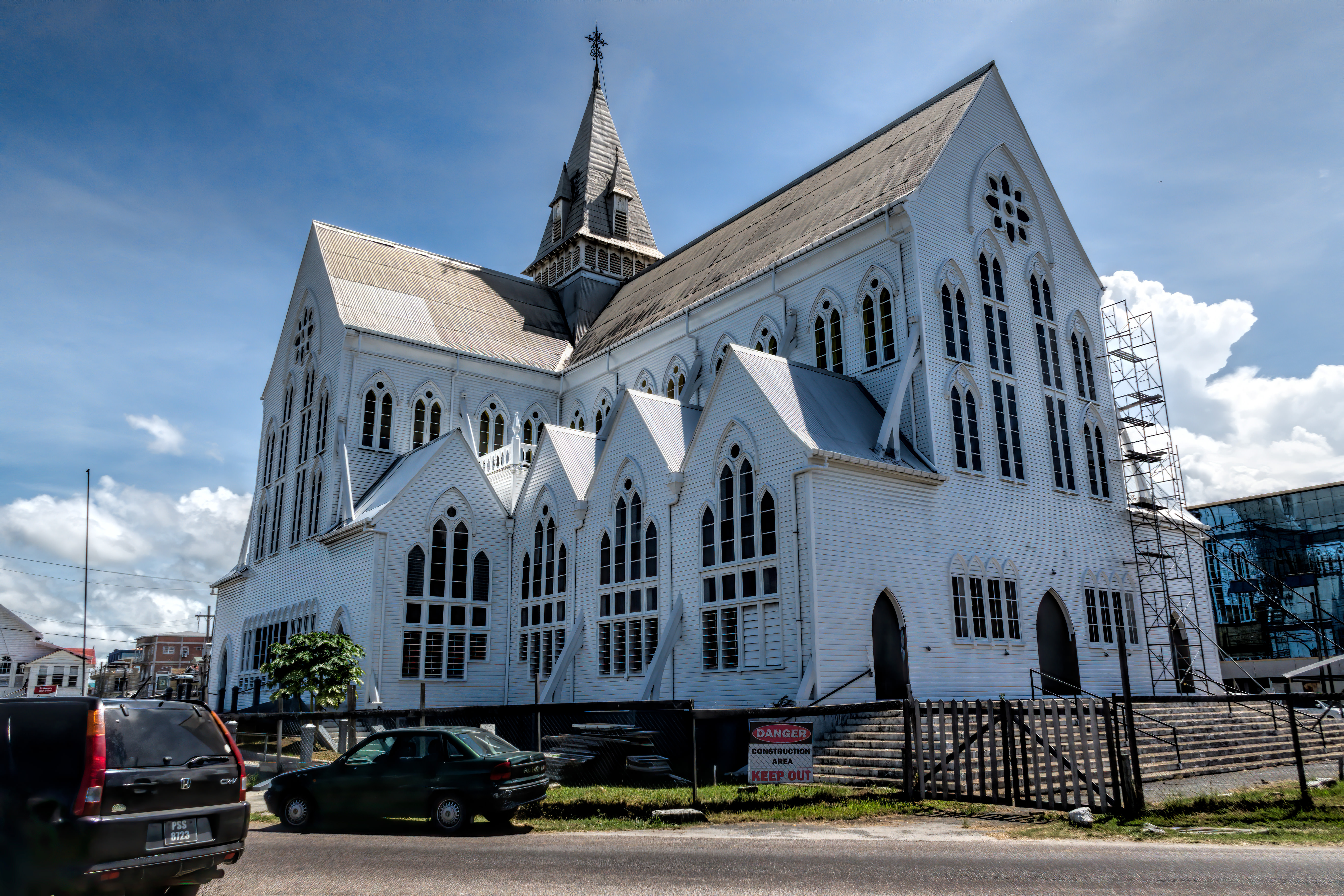
A igreja de St George é uma catedral anglicana localizada em Georgetown. É um dos maiores edifícios de madeira do planeta.

Segundo o censo de 2012, 64% da população é cristã, 25% hindus, 7% muçulmanos (principalmente sunitas) e menos de 1% pertencem para outros grupos religiosos. Entre os cristãos, os pentecostais representam 23% da população total; Católicos romanos, 7%; Anglicanos, 5%; Adventistas do Sétimo Dia, 5%; Metodistas, 1%; e outros cristãos, 21%. Grupos que juntos constituem menos de 1% da população incluem Rastafarianos e Bahais.
Estima-se que 3% da população não professa qualquer afiliação religiosa. Os membros da maioria dos grupos religiosos incluem uma seção transversal de grupos étnicos, embora quase todos os hindus sejam descendentes de indianos e a maioria dos rastafáris tenha descendência africana.

### Línguas
O inglês é o idioma oficial da Guiana e é usado para educação, governo, mídia e serviços, tornando-o o único país da América do Sul a ter o inglês como idioma oficial. No entanto, a maioria da população fala o crioulo-guianense, um crioulo baseado no inglês com leve influência de línguas da África e das Índias Orientais, como língua nativa. Além disso, os idiomas indígenas (capom, Uaiuai e macuxi) são falados por uma pequena minoria, enquanto os idiomas índicos são mantidos por razões culturais e religiosas.

## Política
A política da Guiana ocorre em uma estrutura de uma república democrática representativa presidencialista, na qual o Presidente da Guiana é chefe de estado e chefe de governo e de um sistema multipartidário. O poder executivo é exercido pelo Presidente e pelo Governo. Historicamente, a política é uma fonte de tensão no país, e tumultos violentos frequentemente ocorrem durante as eleições. Durante as décadas de 1970 e 1980, o cenário político foi dominado pelo Congresso Nacional do Povo. O poder de administrar o país é dividido entre as três filiais para criar um sistema de freios e contrapesos. O Parlamento é composto pelo Presidente e pela Assembleia Nacional. É o ramo mais importante do governo que faz as leis, incluindo a lei mais alta do país, a Constituição. Também pode mudar e alterar as leis. O Presidente não é membro da Assembleia Nacional, mas tem o poder de comparecer e se dirigir a ela a qualquer momento. A Presidência precisa concordar com um projeto de lei aprovado pela Assembleia Nacional antes que o projeto se torne lei. O Poder Executivo governa a Guiana. O Presidente é o Chefe de Estado, a autoridade executiva suprema e o Comandante em Chefe das Forças Armadas do país, ele nomeia o Primeiro Ministro e outros Ministros e atribui responsabilidades a eles. O Gabinete é composto pelo Presidente, o Primeiro Ministro e outros Ministros designados pela presidência. Ajuda e aconselha o Chefe de Estado na direção e controle gerais do Governo. O Poder Judiciário exerce sua autoridade nos tribunais. Os tribunais determinam e interpretam a lei. Os tribunais são independentes e imparciais e estão sujeitos apenas à Constituição e à lei. O chanceler do Judiciário é o principal representante da autoridade judicial guianense. O Supremo Tribunal é constituído pelo Tribunal de Recurso e pelo Tribunal Superior.

### Eleições
Num contexto de Guerra Fria, o Congresso Nacional do Povo, que se manteve no poder através da manipulação de eleições, teve o apoio dos Estados Unidos. Em 1992, as primeiras eleições "livres e justas" foram supervisionadas pelo ex-presidente dos Estados Unidos, Jimmy Carter, e o Partido Popular Progressista (PPP), cujo seus membros são de maioria indo-guianesa, venceu seu principal opositor, o Congresso Nacional do Povo (CNP), de maioria afro-guianesa. O PPP, governou o país até 2015, onde foi derrotado pela primeira vez em 23 anos consecutivos. Os dois partidos são organizados principalmente pelos dois maiores grupos étnicos da Guiana, como resultado, frequentemente se chocam com questões relacionadas à alocação de recursos. Nas Eleições Gerais realizadas em 28 de novembro de 2011, o PPP manteve a maioria, e seu candidato à presidência Donald Ramotar foi eleito Presidente.
Em 11 de maio de 2015, foram realizadas eleições gerais antecipadas. O partido Uma Parceria Para a Unidade Nacional (APNU), de maioria afro-guianense, conquistou 33 dos 65 assentos na Assembleia Nacional. Em 16 de maio de 2015, o general aposentado do exército David A. Granger tornou-se o oitavo Presidente da Guiana. No entanto, em 23 de dezembro de 2019, foi solicitado um voto de confiança em relação aos termos sob os quais o governo concedeu uma franquia para a exploração de petróleo em plataformas off-shore. Durante a eleição presidencial guianesa de 2020, realizada em 5 de março, nove das dez regiões do país haviam declarado seus resultados, com o PPP liderando com cerca de 51 mil votos. Após problemas com a planilha de resultados, o partido obteve uma liminar judicial impedindo que o agente da Região 4 declarasse os resultados até que uma verificação adicional fosse ocorrida. Em 12 de março, o Supremo Tribunal de Justiça ordenou uma recontagem parcial dos resultados para a região quatro e proibiu a comissão eleitoral de declarar um vencedor antes. Além disso, de acordo com o Stabroek News, "uma equipe independente da Comunidade do Caribe iria supervisionar uma recontagem completa das cédulas expressas nas dez regiões eleitorais da Guiana com base em um acordo entre o presidente David Granger e da Oposição liderada por Bharrat Jagdeo. Após alguns adiantamentos, A recontagem das eleições foram reiniciadas em 7 de maio e os resultados logo serão divulgados.
Os contratos públicos na Guiana são supervisionados pela Comissão de Contratos Públicos, nomeada sob a Lei da Comissão de Contratos Públicos de 2003. Devido ao longo atraso na identificação e concordância dos membros da comissão, a comissão não foi nomeada até 2016.

### Relações internacionais
A Guiana entrou na Organização dos Estados Americanos (OEA) em 1991. Com o país tendo muitos grupos de indígenas e dada a localização geográfica em que está situada, as contribuições dos guianenses à OEA em respeito aos indígenas podem ser significativas. A posição da OEA em relação aos povos indígenas se desenvolveu ao longo dos anos. "A OEA apoiou e participou da organização das Cúpulas de Líderes Indígenas das Américas (ILSA)". O projeto de Declaração Americana dos Direitos das Pessoas Indígenas parece ser um documento de trabalho.
Em uma reunião da CARICOM, representantes de Trinidad e Tobago e Guiana assinaram, respectivamente, o Tratado de Alívio à Dupla Tributação (CARICOM) de 1994 em 19 de agosto de 1994. Este tratado cobria impostos, residência, jurisdições fiscais, ganhos de capital, lucros comerciais, juros, dividendos, royalties e outras áreas. Em 30 de junho de 2014, a Guiana assinou um contrato Modelo 1 com os Estados Unidos da América em relação à Lei de Conformidade Fiscal em Contas no Exterior (FATCA). Este acordo Modelo 1 inclui uma referência ao Acordo de Troca de Informações Fiscais (Cláusula 3), assinado em 22 de julho de 1992 em Georgetown, Guiana, com a intenção de trocar informações fiscais de forma automática. O país também é o único Estado-membro da Commonwealth (Comunidade de Nações) situado na América do Sul.

#### Disputas de fronteira

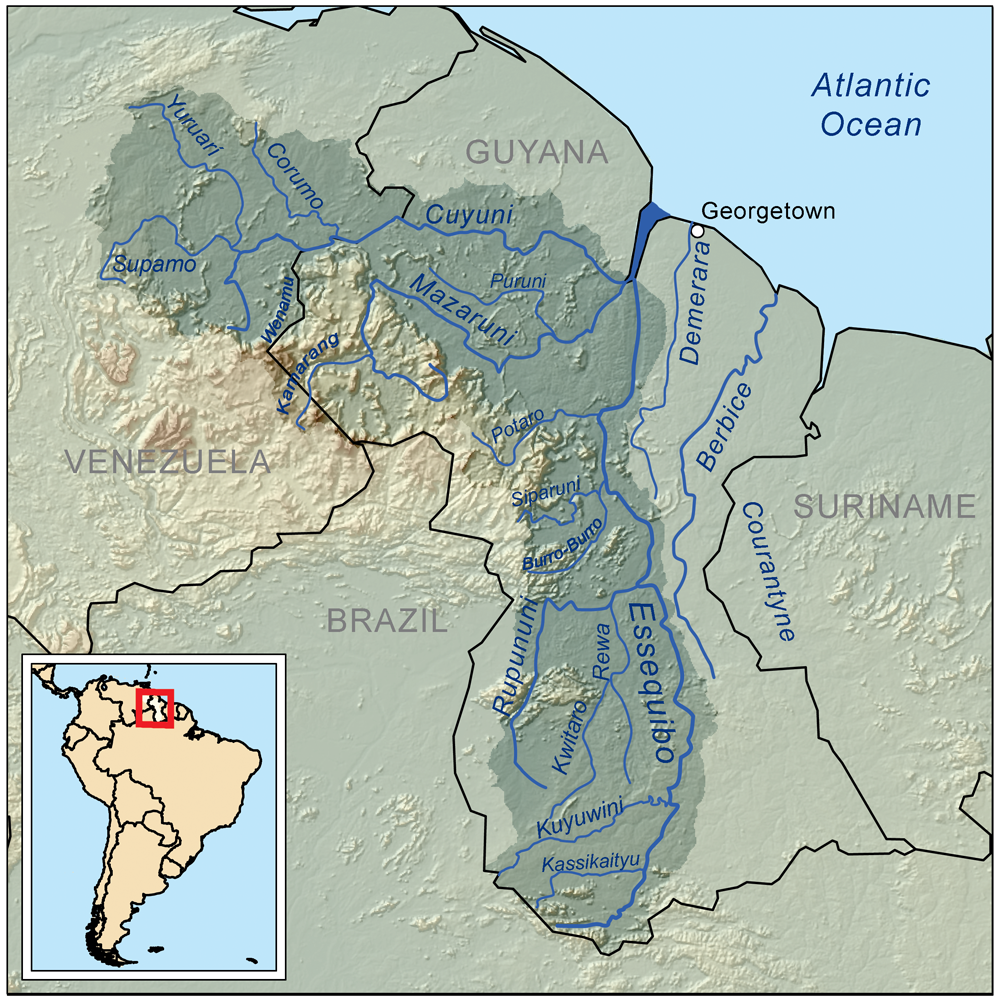
Mapa da Guiana, mostrando o Rio Essequibo (sombreado escuro) e a bacia de drenagem do rio. A Venezuela reivindica território até a margem ocidental. A reivindicação histórica do Reino Unido incluiu a bacia hidrográfica até a atual Venezuela.

A Guiana está em disputas fronteiriças com o Suriname, que reivindica a área a leste da margem esquerda do Rio Corentyne e o Rio New, no sudoeste surinamense, e a Venezuela, que reivindica a terra a oeste do Rio Essequibo, uma vez que a colônia neerlandesa de Essequibo faz parte da Guiana Essequiba cuja soberania é reclamada pela Venezuela. O componente marítimo da disputa territorial com o Suriname foi arbitrado pela Convenção das Nações Unidas sobre o Direito do Mar, e uma decisão foi anunciada em 21 de setembro de 2007. A decisão relativa ao Mar das Caraíbas o norte de ambas as nações constatou que ambas as partes violavam as obrigações do tratado e se recusou a ordenar qualquer compensação a ambas as partes.
Quando os britânicos pesquisaram a Guiana Britânica em 1840, eles incluíram toda a bacia do Rio Cuyuni na colônia. A Venezuela não concordou com isso, pois reivindicou todas as terras a oeste do Rio Essequibo. Em 1898, a pedido da Venezuela, um tribunal de arbitragem internacional foi convocado e, em 1899, o tribunal emitiu uma sentença que entregou cerca de 94% do território disputado à Guiana Britânica. A arbitragem foi concluída, resolvida e aceita pelo direito internacional pela Venezuela e pelo Reino Unido. A Venezuela voltou a apresentar a reivindicação, durante o período da Guerra Fria dos anos 60 e durante o período da Independência da Guiana. Esta questão é agora governada pelas Convenções de Genebra de 1966, que foi assinado pelos governos da Guiana, Grã-Bretanha e Venezuela que continua reivindicando a Guiana Essequiba. A Venezuela chama essa região de "Zona en Reclamación" (Zona de Recuperação) e os mapas venezuelanos do território nacional a incluem rotineiramente, atraindo-a com linhas tracejadas.
Pequenas áreas disputadas específicas envolvendo a Guiana são a Ilha Anacoco com a Venezuela; Rio Corentyne e a Região de Tigri com o Suriname. Em 1967, uma equipe de pesquisa do Suriname foi encontrada no Triângulo do Novo Rio e foi removida à força. Em agosto de 1969, uma patrulha da Força de Defesa da Guiana encontrou um campo de pesquisa e uma pista de pouso parcialmente concluída dentro do triângulo e documentou evidências da intenção do Suriname de ocupar toda a área disputada. Após uma troca de tiros, os surinameses foram expulsos do triângulo.

### Militar
As Forças Militares da Guiana estão organizadas sob o nome de Forças de Defesa da Guiana (GDF), incluindo as Forças Terrestres, a Guarda Costeira e o Corpo Aéreo. 210 058 homens são maiores de idade (segundo estimativas de 2015). A antiga Milícia Popular da Guiana e o Serviço Nacional da Guiana foram substituídos. A Força de Defesa da Guiana conhecido por sua sigla em inglês como GDF foram criados em 1 de novembro de 1965, alistamento na Força é voluntária para os oficiais e soldados. O treinamento básico é realizado nas escolas de treinamento da GDF, que também treinaram oficiais e soldados de outros territórios do Caribe vinculados à Commonwealth. No entanto, os oficiais também treinam em duas das escolas oficiais britânicas de treinamento de renome mundial: a Real Academia Militar de Sandhurst, onde a infantaria é treinada; e Colégio Real Naval Britannia (Britannia Royal Naval College), encarregado de treinar a Guarda Costeira.

## Subdivisões
A Guiana é dividida em dez regiões administrativas, cada uma presidida por um presidente dos Conselhos Democráticos. As comunidades locais são administradas por conselhos de vila ou cidade.
| #  | Região                                | Capital         | Área (km²) | População (est. 2002) | Densidade (hab./km²) |
| -- | ------------------------------------- | --------------- | ---------- | --------------------- | -------------------- |
| 1  | Barima–Waini                          | Mabaruma        | 20 339     | 23 204                | 1                    |
| 2  | Cuyuni–Mazaruni                       | Bartica         | 47 213     | 15 935                | 0,3                  |
| 3  | Demerara–Mahaica                      | Paradise        | 2 233      | 309 059               | 138                  |
| 4  | Berbice Oriental–Corentyne            | New Amsterdam   | 36 255     | 122 849               | 3                    |
| 5  | Ilhas do Essequibo–Demerara Ocidental | Vreed-en-Hoop   | 3 755      | 101 920               | 27                   |
| 6  | Mahaica–Berbice                       | Fort Wellington | 4 170      | 52 321                | 13                   |
| 7  | Pomeroon–Supenaam                     | Anna Regina     | 6 195      | 48 411                | 8                    |
| 8  | Potaro–Siparuni                       | Mahdia          | 20 052     | 9 211                 | 0,5                  |
| 9  | Alto Tacutu - Alto Essequibo          | Linden          | 17 081     | 39 766                | 2                    |
| 10 | Alto Demerara - Berbice               | Lethem          | 57 790     | 19 365                | 0,3                  |

## Economia

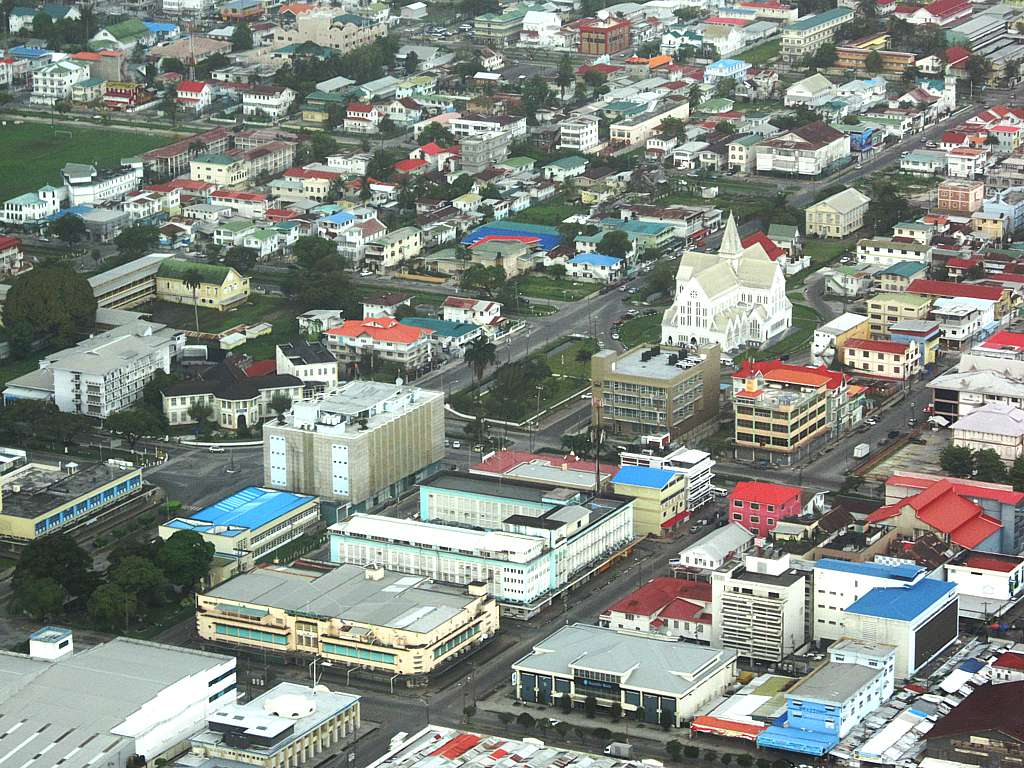
Centro de Georgetown

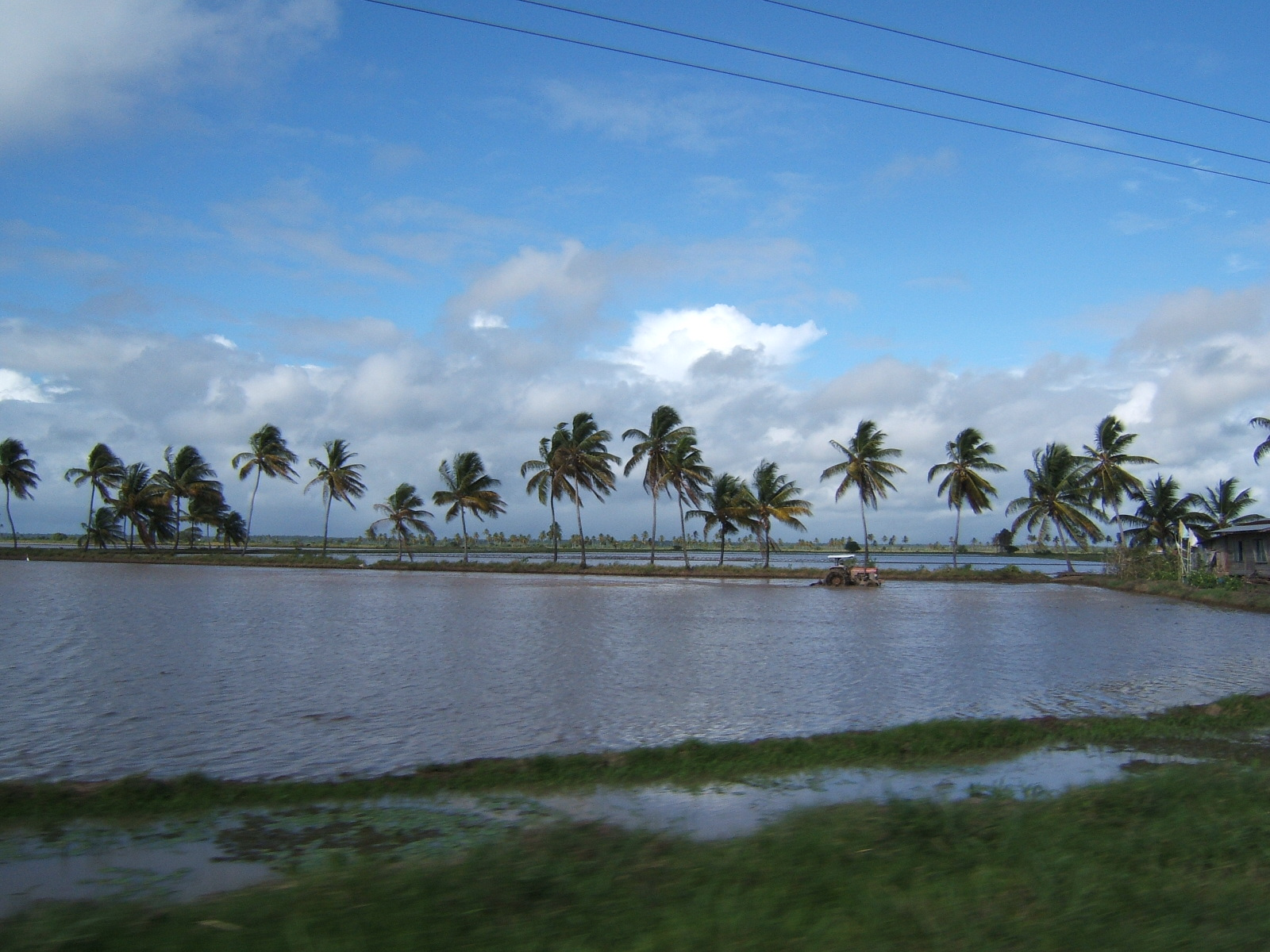
Trator em uma plantação de arroz na zona costeira da Guiana.

As principais atividades econômicas na Guiana são agricultura (produção de arroz e açúcar Demerara), mineração de bauxita e ouro, madeira, pesca de camarão e minerais. A indústria açucareira, responsável por 28% de todas as receitas de exportação, é administrada em grande parte pela empresa GuySuCo, que emprega mais pessoas do que qualquer outra indústria. Muitas indústrias têm um grande investimento estrangeiro. Por exemplo, a empresa americana Reynolds Metals e da anglo-australiana Rio Tinto subsidiária Rio Tinto Alcan está investido fortemente na indústria mineral da Guiana; a empresa coreana/malaia Barama tem uma grande participação no setor madeireiro. Desde 2015, empresas estrangeiras fizeram várias descobertas significativas de óleo em águas profundas.
A Economia da Guiana experimentou um crescimento moderado no início dos anos 2000, devido a desenvolvimentos agrícolas e de mineração, um melhor clima de negócios, uma taxa de câmbio adaptada, baixa inflação e apoio de organizações internacionais. Problemas crônicos são a falta de mão de obra qualificada e uma infraestrutura não desenvolvida. O país também tem uma dívida externa considerável. Toda a eletricidade é produzida a partir de combustíveis fósseis que devem ser importados do exterior, pois os recursos próprios do país estão em áreas que estão em conflito fronteiriço com os países vizinhos Suriname e Venezuela. No entanto, na margem equatorial o país descobriu através de prospecções da empresa norte-americana ExxonMobil grandes reservas de petróleo.
A Guiana tem um produto interno bruto (PIB) de 4,121 bilhões (2019), e, depois do Suriname, é o segundo país mais pobre da América do Sul. A economia se desenvolveu dramaticamente após as reformas econômicas do presidente Hoyte em 1989, que resultaram em um aumento de 6% no PIB em 1991, após um declínio de 15 anos. O crescimento anual estava constantemente acima de 6% até 1997, mas desde então estagnou. Em cooperação com o Banco Mundial e o Fundo Monetário Internacional (FMI), as reformas levaram a uma redução do envolvimento do governo na economia, incentivando o investimento estrangeiro, os reembolsos de empréstimos de outros países e bancos multilaterais e a venda de 15 das 41 empresas estatais. A companhia telefônica estatal, a empresa florestal e a indústria de arroz e pesca também foram privatizadas. Empresas internacionais foram contratadas para liderar a grande empresa açucareira GUYSUCO e a maior mina de bauxita do estado. Duas empresas canadenses receberam permissão para desenvolver a maior mineração de ouro da região da América Latina e Caribe.

Principais produtos de exportação da Guiana em 2019.

A maioria dos controles de preços foi abolida, as leis que afetam a mineração e a recuperação de petróleo foram alteradas e uma política de investimento favorável ao investimento estrangeiro foi introduzida, assim como as reformas tributárias que favoreceram as exportações e a agricultura. Agricultura, silvicultura, pesca e mineração estão entre as indústrias mais importantes da economia guianesa, onde açúcar, bauxita, arroz, madeira, peixe e ouro foram responsáveis por 70 a 75% das exportações em 2006.
Em 2017, a Guiana exportou US$ 2,05 bilhões, tornando-se o 130º maior exportador do mundo. Nos últimos cinco anos, as exportações da Guiana aumentaram a uma taxa anualizada de 5,3%, de US$ 1,8 bilhão em 2012 para US$ 2,05 bilhão em 2017. As exportações mais recentes são lideradas pelo ouro, que representa 41,3% do total das exportações guianeses, seguido por contêineres ferroviários, que representam 11,7%. No mesmo ano, o país importou US$ 1,88 bilhão, tornando-se o 153º maior importador do mundo. Nos últimos cinco anos, as importações da Guiana diminuíram a uma taxa anualizada de -1,5%, de US$ 2,01B em 2012 para US$ 1,88B em 2017. As importações mais recentes são lideradas pelo Petróleo Refinado, que representa 18,5% do total das importações da Guiana, seguido por Máquinas de escavação, que representam 4,86%.
Os setores de tecnologia e construção aumentaram 4% em 2018. Novos edifícios residenciais contribuíram para o aumento. Como em outros países em desenvolvimento, a Guiana é um país fortemente endividado. Reduzir o ônus da dívida externa tem sido uma das maiores prioridades do governo desde os anos 1990. Em 2018, o governo continuou seus esforços para reduzir a dívida e os serviços externos a um nível aceitável. No final do mesmo ano, ela foi estimada em US$ 1,609 bilhões. Em março de 2007, o Banco Interamericano de Desenvolvimento (BID) ofereceu 100% de alívio da dívida dos empréstimos e taxas de juros pendentes da Guiana em 31 de dezembro de 2004. A dívida pública interna caiu 9,3% em 2018, enquanto a dívida pública externa aumentou 5,5% e representou 33,9% do PIB no mesmo período. Esse resultado refletiu uma diminuição na emissão de títulos do tesouro para promover o crescimento econômico por meio da estimulação do crédito ao setor privado. De acordo com o Relatório Anual do Banco da Guiana de 2018, o aumento do estoque da dívida externa — 5,5% a mais que em 2017 — refletiu em maiores desembolsos recebidos principalmente da Associação Internacional de Desenvolvimento (AID) e do Banco Interamericano de Desenvolvimento (JID) para financiamento de projetos. Com desembolsos voltados para o fortalecimento da segurança social, melhoria do saneamento, diversificação econômica, melhoria do setor educacional e estabilidade financeira e fiscal.
O Fundo Monetário Internacional (FMI) acredita que em 2020, o país sofrerá um aumento drástico em seu crescimento econômico. A Guiana, terá um crescimento de 86% esse ano, segundo a estimativa. Uma expansão tão explosiva do PIB real anualizado provavelmente levará o país a registrar o crescimento econômico mais rápido do mundo em 2020. A razão desse crescimento se deve a Guiana possuir, nesse momento, a maior quantidade de petróleo entre qualquer outro país do mundo. Aproximadamente 3 900 barris de reservas offshore por pessoa.

## Infraestrutura

### Transporte

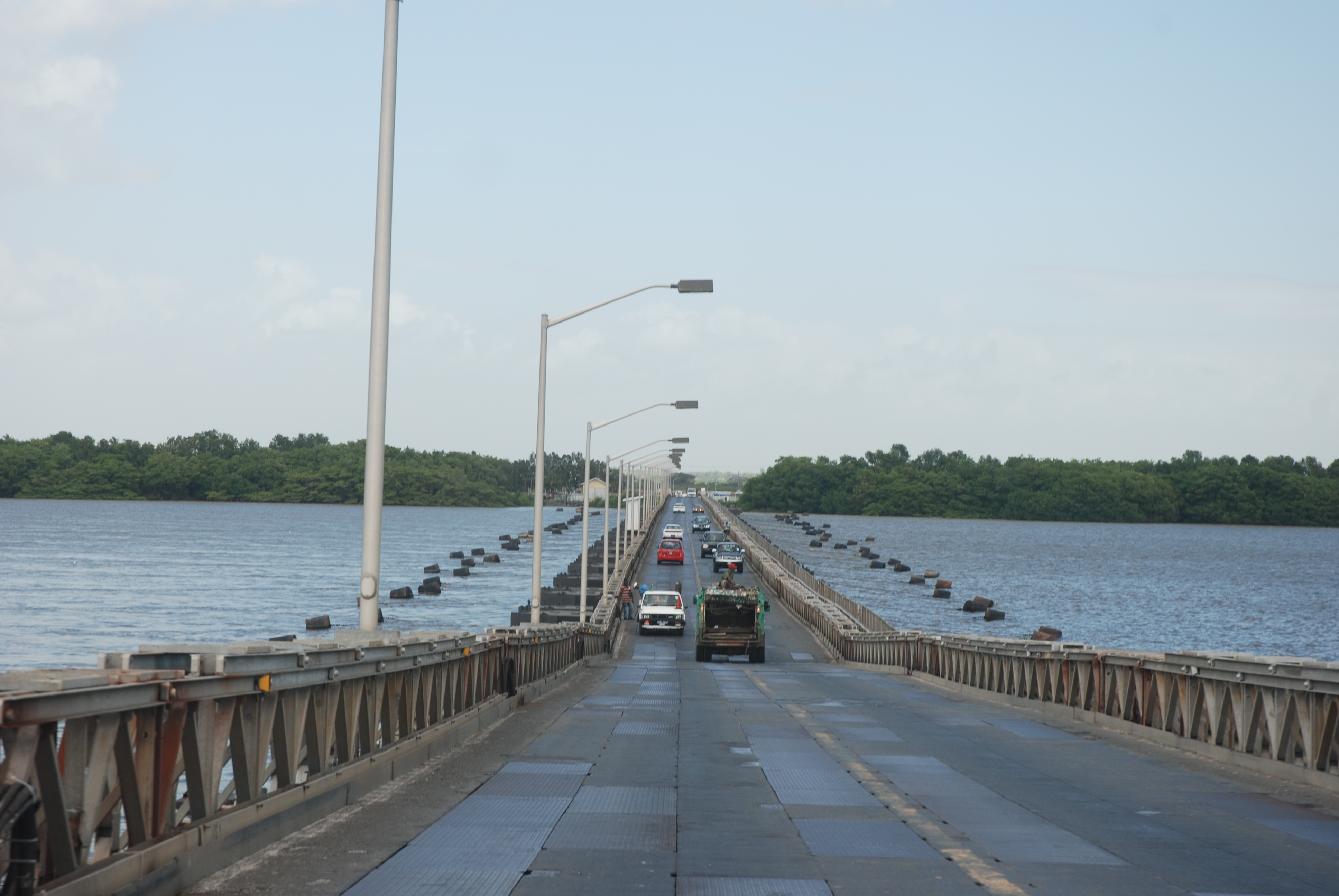
Ponte sobre o Rio Demerara entre Georgetown e Schoon Ord.

Há um total de 187 quilômetros de ferrovia, todos dedicados ao transporte de minério. Existem 7.969 quilômetros de rodovia, dos quais 591 quilômetros são pavimentados. As vias navegáveis se estendem por 1.077 quilômetros, incluindo os Rios Berbice, Demerara e Essequibo. Existem portos em Georgetown, Port Kaituma e Nova Amsterdam. Existem dois aeroportos internacionais; Aeroporto Internacional Cheddi Jagan e Aeroporto Internacional Eugene F. Correia (anteriormente Aeroporto de Ogle); além de cerca de 90 pistas de pouso, nove das quais com pistas pavimentadas. Possui voos comerciais regulares para a América do Norte, Grã-Bretanha, Brasil, Suriname e alguns Estados insulares ingleses e neerlandeses do Caribe. Existe um aeroporto regional, o Aeroporto de Ogle. Ambos estão localizados perto da capital do país. O Transguyana Airways, opera com voos domésticos e para o Suriname.
Os serviços de balsa ligam as estradas principais na área costeira e a Guiana ao Suriname. O Departamento de Transportes e Portos do governo fornece serviços de ferry programados nos rios Essequibo e Demerara. Pequenas embarcações privadas pertencem a esses serviços. Desde a abertura da ponte do Rio Berbice em dezembro de 2008, o departamento de transportes e portos reduziu seu serviço. Para o movimento de mercadorias volumosas de baixo valor por grandes distâncias, o transporte por água é mais barato. Isto é especialmente verdade na Guiana, onde a infraestrutura rodoviária é pouco avançada. Além disso, com a descentralização generalizada da atividade econômica proposta pelo governo e com o correspondente desenvolvimento das regiões do interior do país, a demanda por transporte de água pode, talvez paradoxalmente, aumentar em vez de diminuir. A infraestrutura que suporta o transporte de água na Guiana está localizada às margens dos rios navegáveis, a saber, o rio Essequibo, o rio Demerara e o rio Berbice.
Além dos cais e ferragens que fornecem ligações costeiras e interiores, existem instalações que atendem aos requisitos de remessa local e no exterior do país. Uma grande porcentagem de exportações e importações é transportada por via marítima. O principal porto de Georgetown, localizado na foz do rio Demerara, compreende vários cais, a maioria dos quais de propriedade privada. Além disso, três beliches estão disponíveis para embarcações oceânicas em Linden. As restrições de calado limitam o tamanho dos navios que utilizam o porto de Georgetown a 15 000 toneladas de porte bruto (DWT). No entanto, melhorias recentes no canal no rio Berbice tornaram possível que navios de até 55 000 toneladas atracassem ali. Não há trens programados para passageiros na Guiana; portanto, os microônibus servem como o principal sistema de transporte público. Eles funcionam em zonas designadas de acordo com um sistema tarifário bem regulamentado. Os microônibus são de propriedade privada e oferecem os meios mais baratos para se locomover.

### Eletricidade
O setor de eletricidade na Guiana é dominado pela Guiana Power and Light (GPL), a empresa estatal verticalmente integrada. Embora o país tenha um grande potencial para geração de energia hidrelétrica e alimentada com bagaço de cana de açúcar em termoelétricas, a maioria de sua capacidade instalada é fornecida por geradores ineficientes movidos por motores a diesel. Segundo um relatório de 2008, naquele ano a capacidade instalada era de 525 GWh de geração estatal e 140 GWh de geração privada. Desse total, cerca de 8% vinham da queima de bagaço de cana. Várias iniciativas estão em vigor para melhorar o acesso à energia no interior. A Guiana é dotada de recursos de energia renovável e provavelmente se beneficiará muito da transição energética. É classificado no terceiro lugar entre 156 países no índice de ganhos e perdas geopolíticos após a transição energética (Índice GeGaLo). O governo da Guiana e do Brasil assinaram um memorando de entendimento em 2012 para explorar o desenvolvimento da energia hidrelétrica, da estrada por Linden-Lethem e do porto de águas profundas para impulsionar o comércio e a cooperação bilaterais. Essa rede teria facilitado o acesso rodoviário aos países vizinhos da Guiana; como Brasil, Venezuela e Suriname.

### Saúde

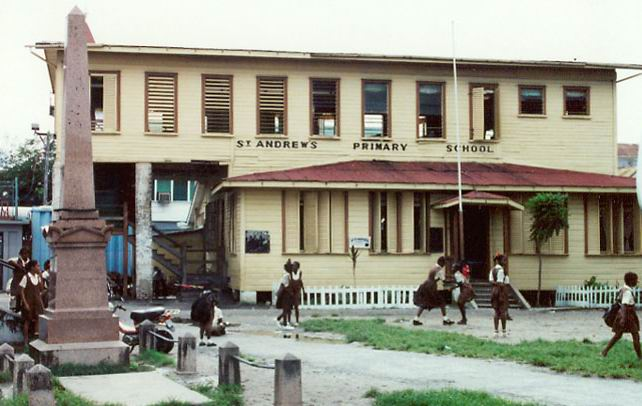
Uma escola primária em Georgetown, Guiana

A expectativa de vida ao nascer foi estimada em 67,39 anos para homens e mulheres em 2012. O Relatório Global de Saúde de 2014 da OPAS/OMS (usando estatísticas de 2012) classificou o país como tendo a maior taxa de suicídio do mundo, com uma taxa de mortalidade de 44,2 por 100 000 habitantes. De acordo com estimativas de 2011 da OMS, a prevalência do HIV naquele ano era de 1,2% da população adolescente/adulta (15 a 49 anos).

### Educação
A Guiana carece de uma massa crítica de conhecimentos em muitas das disciplinas e atividades das quais depende. O sistema educacional não se concentra suficientemente no treinamento de guianenses em ciência e tecnologia, assuntos técnicos e vocacionais, gestão de negócios ou ciências da computação. O sistema educacional guianense é modelado no antigo sistema educacional britânico. Os alunos devem fazer o NGSA (National Grade Six Assessment) para ingressar no ensino médio na 7ª série e depois fazem o Caribbean Examinations Council (CXC) no final do ensino médio. As escolas introduziram os exames Caribbean Advanced Proficiency Examination (CAPE) assim como todos os outros países do Caribe. O sistema de nível A, herdado da era britânica, é oferecido apenas em algumas escolas.
Com 88,5%, a taxa de alfabetização do país é a mais baixa da América do Sul. No geral, a alfabetização é maior entre as mulheres (89,7%) do que entre homens (87,2%) e estima-se que a alfabetização funcional seja de apenas 70% entre os alfabetizados. O país destina cerca de 5,5% de seu Produto interno bruto (PIB) para despesas, investimentos e manutenção da educação nacional, o que é considerado médio em comparação a outros países vizinhos. Em 2012, a expectativa de vida escolar, do ensino primário ao ensino superior, era de um total de 11 anos de estudos. Os desafios de infraestrutura impactam o acesso à educação, especialmente entre os alunos do interior. Uma avaliação do Banco Mundial mostrou que cerca de 50% dos professores guianenses lecionavam com materiais didáticos inadequados e atendiam a filhos de pais com baixos níveis de alfabetização.

## Cultura

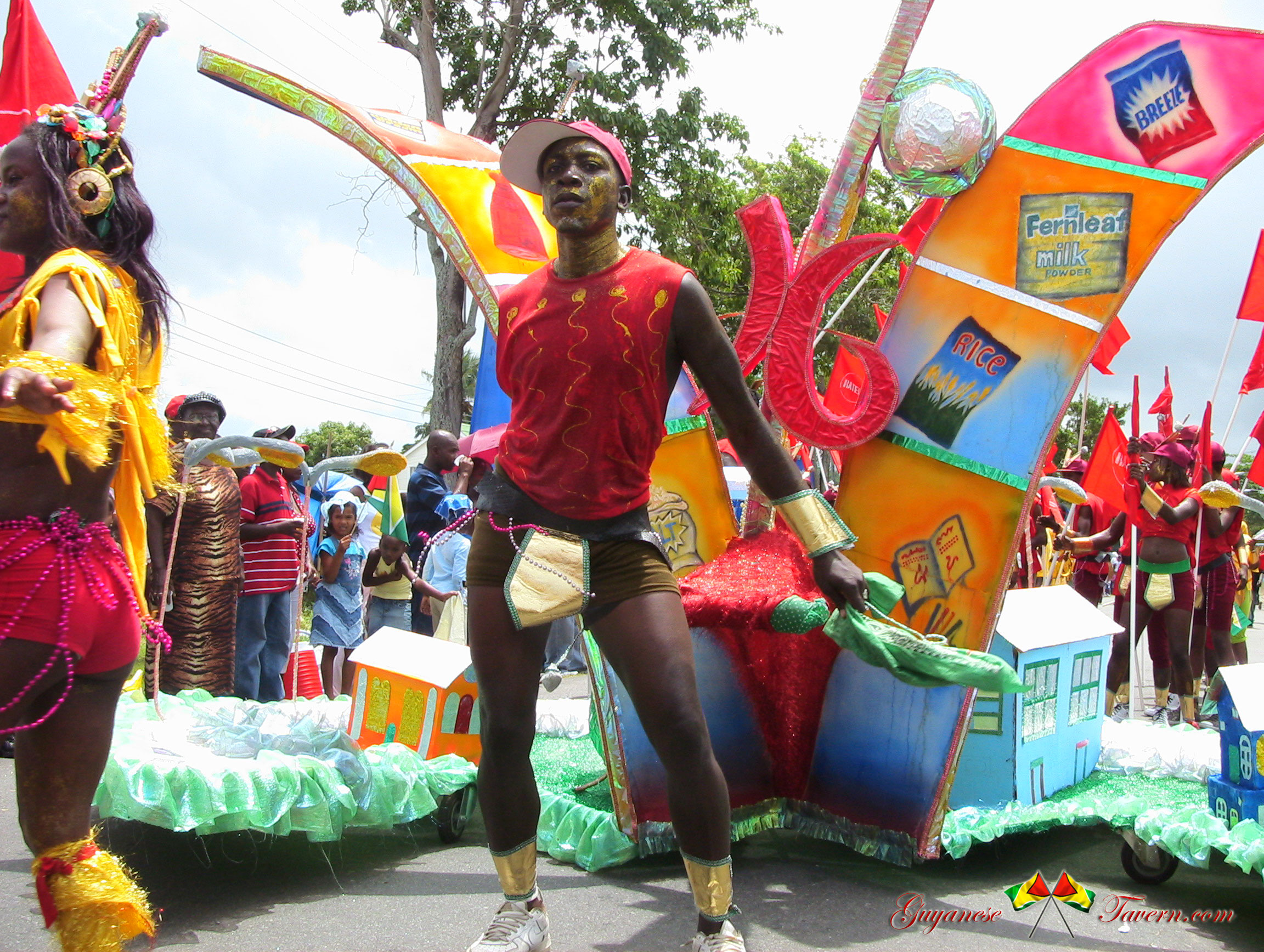
O festival Mashramani, realizado anualmente em 23 de fevereiro, dia da proclamação da República da Guiana

Apesar de estar geograficamente próxima da América Latina, a cultura da Guiana é consideravelmente distinta de qualquer outra nação da região, estando mais próxima à do Caribe de língua inglesa, já que historicamente esteve ligada a esses países como parte do Império Britânico quando se tornou uma possessão no século XIX. Sua mistura de culturas indianas e africanas dá-lhe semelhanças com Trinidad Tobago e distingue-a de outras partes das Américas. A Guiana também compartilha interesses semelhantes com as ilhas das Índias Ocidentais, como comida, eventos festivos, música, esportes, etc.

### Arquitetura
A arquitetura histórica da Guiana reflete o passado colonial britânico do país. Mesmo as casas atuais, quando feitas de madeira, ainda imitam aspectos do estilo. Muitos dos edifícios em Georgetown e Nova Amsterdam foram construídos inteiramente de madeira local. É uma arquitetura derivada de muitos países europeus que, uma vez ou outra, controlavam o país. Ignorando as tradições dos escravos ameríndios e africanos, os colonos construíram nos estilos existentes na época em suas respectivas pátrias; os edifícios resultantes, no entanto, mostram as modificações no projeto e no ornamento ditadas pelas novas condições climáticas e ambientais, bem como pelas habilidades dos construtores e suas interpretações das novas ideias.

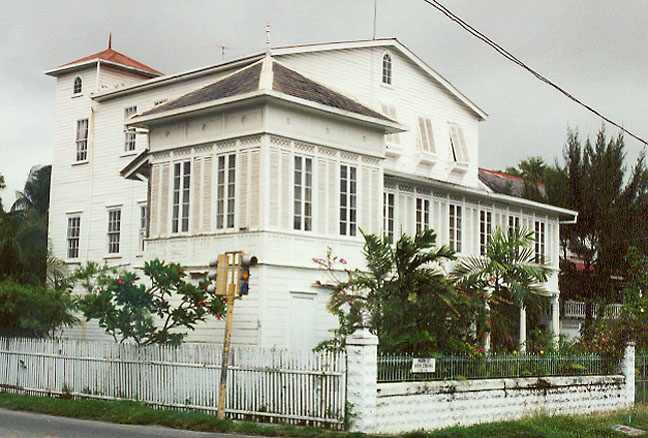
Uma residência da época colonial em Georgetown

Até cerca de quarenta anos atrás, qualquer pessoa que pedisse a um carpinteiro contratado que construísse uma casa receberia um edifício modelado no estilo, o que se percebe nos edifícios tradicionais atuais. Isso foi feito em muitos casos sem que uma linha fosse desenhada no papel. Há muito tempo, a construção doméstica chegou a um estilo aceito. Muitos desses artesãos anônimos dominaram completamente a arte de obter composição em escala, massa e harmonia e criaram edifícios que eram totalmente funcionais para a época e que são, até hoje, inegavelmente agradáveis aos olhos.
A madeira usada pelos colonizadores britânicos foi obtida com uso do tronco do pinho oriundo da América do Norte, que veio como lastro nos navios que abasteciam o país com açúcar Demerara. E a prosperidade da colônia atraiu vários arquitetos empreendedores, entre eles Cesar Castellani. O melhor edifício sobrevivente que leva seu selo é a Igreja do Sagrado Coração, em Georgetown, que é em grande parte de madeira, inaugurada em 1861, para os trabalhadores madeirenses da colônia e que Castellani posteriormente expandiu. Os britânicos estavam inclinados a construir com madeira, que era abundante e que se compatibilizava com mais leveza à exuberância do verde do país do que tijolo ou pedra. Os dois últimos materiais teriam que ser importados a grandes custos da Europa ou da América do Norte. Além disso, o uso de madeira nutriu a presunção vitoriana de que os britânicos eram um povo mais adepto do que qualquer outro em domar o ambiente, por mais longe que estivessem de casa.

### Culinária

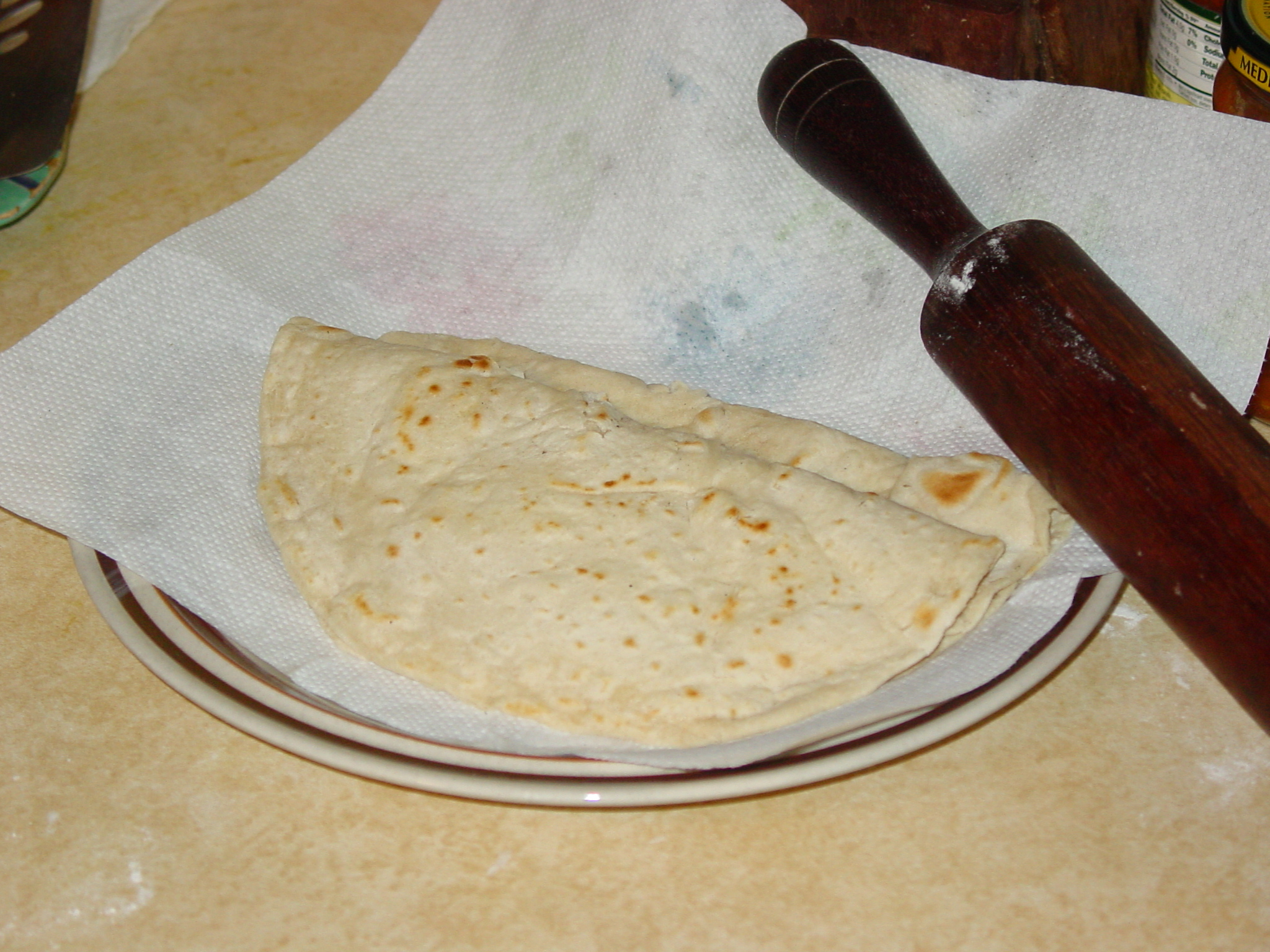
Roti da Guiana

A culinária da Guiana foi grandemente influenciada pela história colonial e pelas populações étnicas. Como resultado, a comida da Guiana é incrivelmente diversa, levando elementos da culinária crioula, indiana oriental, africana, portuguesa, ameríndia, chinesa e europeia. A comida tem uma grande variedade e inclui pratos como Caril, Roti e Arroz. Os pratos foram absorvidos e transformados em guianenses, geralmente através da adição de especiarias. Métodos exclusivos de cozimento, entre outros, são encontrados na pimenta guianesa, um prato de origem nativa americana com um extrato amargo de mandioca, pimenta forte e especiarias. Outros favoritos da culinária da Guiana são pão de mandioca, guisado e merengue, uma sopa grossa e encorpada à base de cocos e bolinhos de massa, consumida com frango ou peixe frito também é consumida. Assar pão é visto como uma arte em muitas aldeias.
Os produtos básicos do Caribe e da América Latina são praticamente os mesmos na Guiana e incluem mandioca, batata-doce e muito mais. Frutos do mar frescos são uma parte essencial da comida nas áreas rurais e em pequenas aldeias ao longo da costa. Sopas de caranguejo e sopas com quiabo são muito apreciadas. Comida chinesa é vendida em restaurantes nas grandes cidades. Uma sobremesa popular é a Salara, também conhecida como pão vermelho. Há muitas frutas frescas, legumes e frutos do mar na costa, A maioria dos residentes usa frutas frescas para fazer suas próprias bebidas, como Mauby feito com casca, com gosto azedo e que utiliza vegetais folhosos e cerveja de gengibre produzido com às raízes da planta.

### Literatura, teatro e música

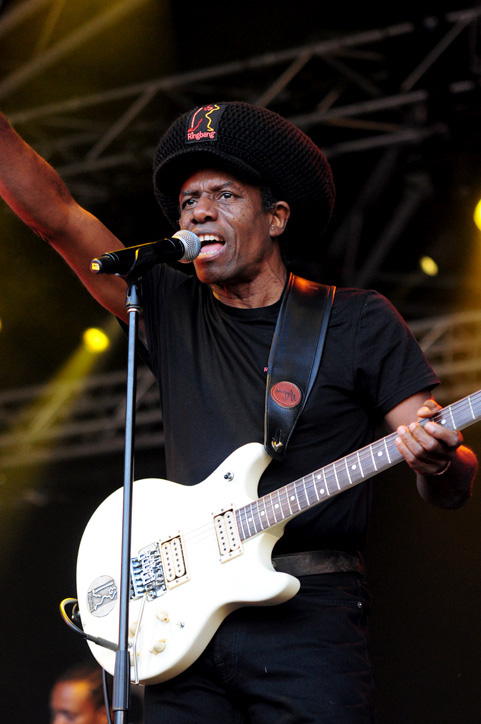
O músico guianense Eddy Grant

Autores notáveis da Guiana incluem Wilson Harris, Jan Carew, Denis Williams, Roy A. K. Heath e E. R. Braithwaite. Um dos primeiros autores nascidos na Guiana foi Edgar Mittelholzer, que se tornou mais conhecido quando morava em Trinidad e Inglaterra. Ele é conhecido por seus trabalhos, que incluem Corentyne Thunder e um conjunto de três romances conhecido como Trilogia Kaywana, este último focado em uma família ao longo de 350 anos da história da Guiana. Outros escritores que deram uma contribuição significativa à cultura literária guianesa incluem Fred D'Aguiar, David Dabydeen, Martin Carter e Jan Carew.
Embora o início do teatro em Georgetown do século XIX fosse europeu, no início do século XX surgiu um novo teatro de afro-guianenses e indo-guianenses de classe média da Guiana. Nos anos 50, houve uma explosão de um teatro etnicamente diverso e socialmente comprometido. Apesar da depressão econômica, houve uma luta para manter o teatro pós-1980.
Alguns afro-guianenses, devido a influência jamaicana no mundo no que se trata do estilo rastafári, usam cabelos dreadlocks e gostam de ouvir música reggae. Eddy Grant, cantor conhecido mundialmente pelas canções, "I Don't Wanna Dance", "Gimme Hope Jo Anna", além de muitas outras, nasceu na Guiana. Trinidad e Tobago exerce influência no país através do calipso. O carnaval guianense é repleto de concursos de cantores de calipso e seu mais novo estilo, soca.

### Esportes

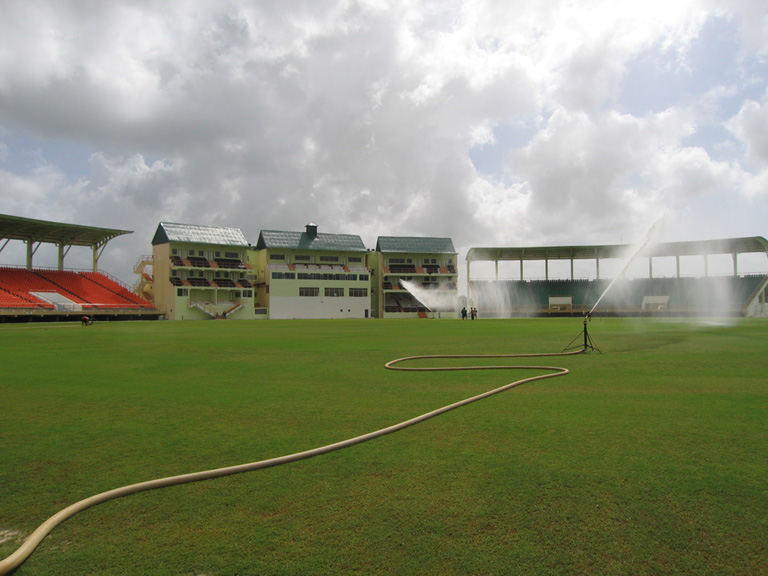
O Providence Park é o maior estádio da Guiana

Os principais esportes da Guiana são o críquete (a Guiana faz parte da equipe de críquete do Caribe em contexto internacional), o críquete de praia e o futebol. Esportes menores incluem netball, tênis, basquete, pingue-pongue, boxe e squash (esportes). A Guiana sediou partidas internacionais de críquete como parte da Copa do Mundo de Críquete de 2007. O estádio Providence Park, com 15 000 lugares, também conhecido como Estádio Nacional da Guiana, foi construído a tempo da Copa do Mundo e estava pronto para o início da partida em 28 de março. Para fins de futebol internacional, a Guiana faz parte da CONCACAF. A liga mais alta no sistema de clubes é a GFF Elite League. A Guiana também tem cinco cursos para Turfe.

### Feriados
| Data                | Nome em português              | Nome local              |
| ------------------- | ------------------------------ | ----------------------- |
| 1 de janeiro        | Ano Novo                       | New Year's Day          |
| 23 de fevereiro     | Dia da República de Mashramani | Mashramani-Republic Day |
| março ou abril      | Holi                           | Phagwah                 |
| março ou abril      | Dia do Profeta Youman          | Youman Nabi             |
| março ou abril      | Sexta-feira Santa              | Good Friday             |
| março ou abril      | Segunda-feira de Páscoa        | Good Friday             |
| 1 de maio           | Dia Internacional do Trabalho  | Labor Day               |
| 5 de maio           | Dia da Chegada Indiana         | Arrival Day             |
| 26 de maio          | Dia da Independência           | Independence Day        |
| 6 de julho          | Dia da CARICOM                 | CARICOM Day             |
| 31 de julho         | Festa do Sacrifício            | Eid-Ul-Adh              |
| 1 de agosto         | Dia da Emancipação             | Emancipation Day        |
| Outubro ou novembro | Divālī                         | Diwali                  |
| 25 de dezembro      | Natal                          | Christmas               |
| 26 de dezembro      | Dia do Pacote                  | Boxing Day              |